# Capitulatie (handelsverdrag)

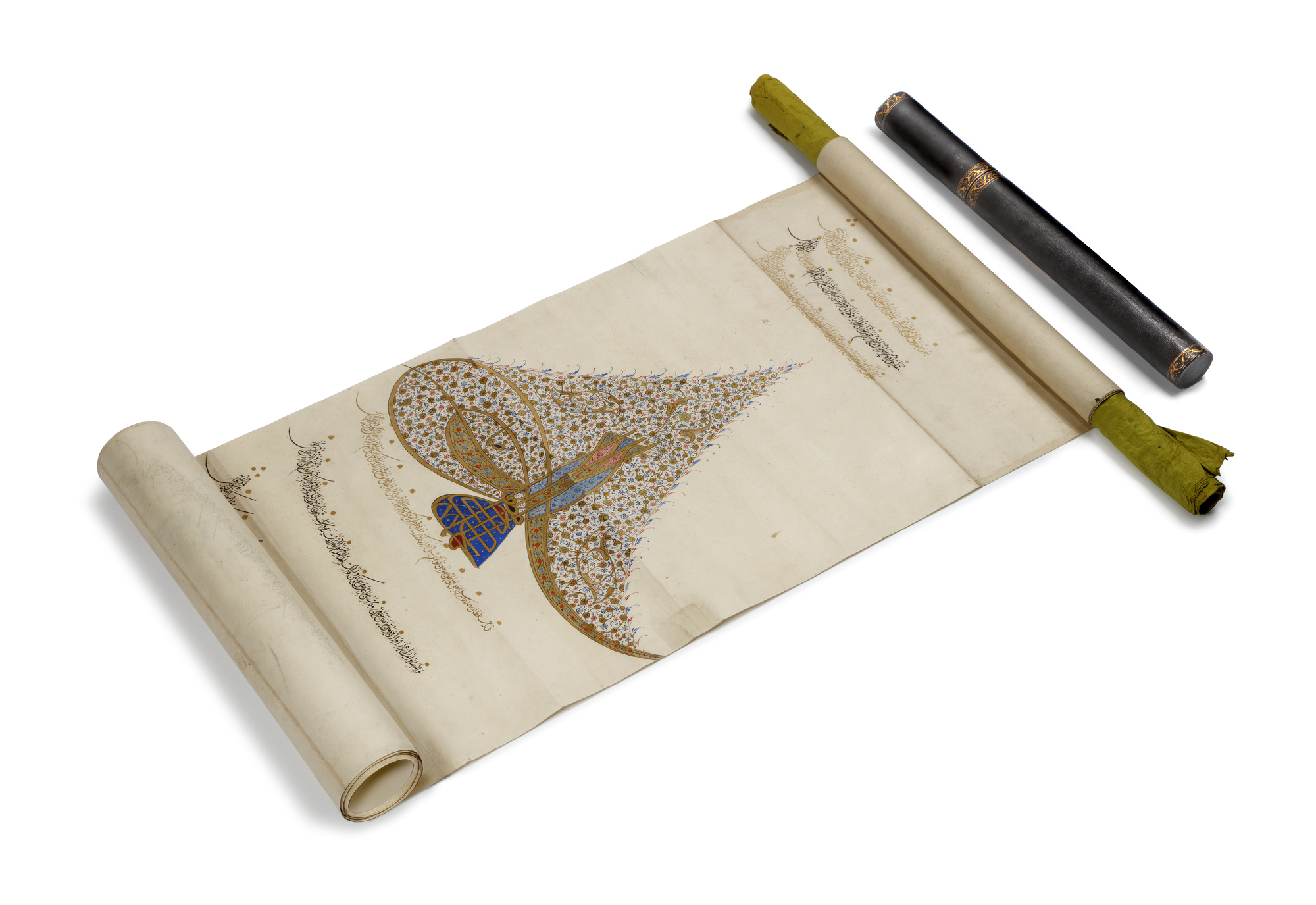
Tughra (gekalligrafeerde initiaal) van de Ottomaanse sultan Ahmed I onder de capitulatie die hij in 1612 afsloot met de Republiek der Zeven Verenigde Nederlanden.

Een capitulatie is een handelsverdrag waarin de ene verdragspartner privileges verleent aan onderdanen van de andere partner die op zijn grondgebied verblijven, waaronder immuniteit voor de lokale jurisdictie. Dat houdt in dat 'buitenlanders' voor wie de capitulatie geldt, berecht worden volgens hun eigen wetten. Capitulaties verlenen daarnaast privileges als vrijheid van handel, afschaffing dan wel verlaging van in- en uitvoerrechten, vrijheid van godsdienst en vrijheid van verblijf. In veel gevallen wordt ook vrijheid om te reizen verleend evenals vrijstelling van belastingen, vrijwaring van huiszoeking en het recht om nalatenschappen af te wikkelen in het geval dat er geen erfgenamen zijn.
Capitulaties werden in de eerste plaats afgesloten om de handel te bevorderen. Een bijkomend doel kon het vormen van een alliantie tegen een gezamenlijke vijand zijn, of het verkrijgen van bescherming tegen vijandige landen.
Veel capitulaties zijn afgesloten tussen gelijkwaardige partners. Als het voor een van hen niet van belang was om ook privileges voor zijn eigen onderdanen te verkrijgen, werd een eenzijdige capitulatie overeengekomen. Dat is vrijwel steeds het geval; het aantal bekende wederkerige capitulaties is beperkt. Er zijn ook talrijke capitulaties afgesloten tussen ongelijkwaardige partners. Deze kwamen tot stand onder militaire en diplomatieke druk; een dergelijke capitulatie wordt ook wel ongelijk verdrag genoemd.
De oudst bekende capitulaties dateren uit de oudheid. Ze werden afgesloten tussen heersers als koningen en sultans. In de late middeleeuwen droegen capitulaties bij aan het ontstaan van handelsstromen tussen de landen aan de Oost- en Noordzee, en tussen landen in het Middellandse Zeegebied. Tot de ondertekenaars behoorden, naast heersers, vaak bestuurders van steden die de facto zelfstandig waren. Vanaf de 16e eeuw sloot het Ottomaanse Rijk veel capitulaties af met Europese landen. Toen de macht van de Ottomanen in de 19e eeuw tanende was, begonnen westerse landen en hun onderdanen de mogelijkheden die de capitulaties hen boden te misbruiken. In dezelfde periode dwongen militair superieure westerse staten zwakkere landen als China en Japan tot het ondertekenen van voor hen nadelige capitulaties.
Onder invloed van de toenemende militaire macht van de Aziatische landen en onder internationale politieke druk werden zowel de capitulaties die afgedwongen waren door westerse grootmachten als de Ottomaanse capitulaties eind 19e en begin 20e eeuw afgeschaft. De eerste in 1899, de laatste in 1949.

## Etymologie
Het woord capitulatie komt in het Nederlands voor vanaf het midden van de 16e eeuw. Het is ontleend aan het Franse woord capitulation, een afleiding van capituler, dat oorspronkelijk vooral ‘een verdrag sluiten’ betekende. Het gaat terug op het middeleeuws Latijnse woord capitulare wat betekent ‘punt voor punt opsommen, een stuk opstellen’. Capitulare is een afleiding van het Latijnse woord capitulum (‘hoofdstuk, clausule’), dat een verkleinwoord is van caput (‘hoofd’).
Capitulatie heeft in de Nederlandse taal meerdere betekenissen. De bekendste is ‘overgave’; in dit artikel wordt het woord echter in een andere betekenis gebruikt, die van 'handelsverdrag'.

### In brede zin
In de betekenis van handelsverdrag wordt het woord capitulaties door sommigen gebruikt in strikte zin en door anderen in brede zin. Vooral historici doelen met het woord uitsluitend op handelsverdragen van het Ottomaanse Rijk. Zoals Cassel, die schrijft: Voorafgaand aan de Opiumoorlog verleende het Qing-rijk buitenlanders veel meer juridische autonomie dan het Ottomaanse Rijk in die tijd deed onder de "Capitulaties", een reeks verdragen tussen de Verheven Porte en westerse landen, die werden gesloten van de 16e tot het begin van de 19e eeuw. Sommigen van hen zijn iets rekkelijker en breiden de betekenis uit tot handelsverdragen van alle islamitische landen. Van de in dit artikel geciteerde auteurs behoren naast Cassel onder anderen Augusti, Craven, Glasnovich, Hsieh, Jahnke, Ku, Murray en Whewell tot deze groep.
Andere auteurs, vaak gespecialiseerd in internationaal recht, noemen elk handelsverdrag waarin sprake is van overdracht van jurisdictie een capitulatie. Zo stelt Ravndal: Laten we meteen de misvatting uit ons hoofd zetten dat capitulaties noodzakelijkerwijs verwijzen naar relaties tussen christenen en moslims, om verderop in zijn artikel de reikwijdte te concretiseren: Hoewel ze nog niet met die naam werden aangeduid, wordt door historici vermeld dat capitulaties al in 526 v.Chr. werden gesloten door farao Amasis met Grieken die naar Egypte kwamen om zich als handelaren te vestigen in Naucratis. Tot deze groep behoren onder anderen de geciteerde auteurs Alexandrowic, Bell, Brown, Fidler, Jiangfeng Li, Müller en de reeds genoemde Ravndal. Ook onder Nederlandse journalisten die schreven over capitulaties in de periode dat afschaffing ervan ter discussie stond, was het gebruikelijk het woord capitulaties in brede zin te gebruiken.
In dit Wikipedia-artikel worden capitulaties beschreven in brede zin.

## Oudheid en vroege middeleeuwen
De stadstaten en koninkrijken die in de oudheid ontstonden, dreven onderling handel. De handelswaren werden vervoerd over routes die landen over grote afstanden met elkaar verbonden, zoals de zijderoute en de wierookroute. Het is niet bekend hoe in de beginperiode van de oudheid de juridische status was geregeld van kooplieden uit de ene staat die zich voor kortere of langere tijd gevestigd hadden in de andere staat. Uit de latere oudheid zijn wel enkele gevallen bekend van overeenkomsten. In die gevallen was sprake van capitulaties: een monarch zag af van de jurisdictie over kooplieden uit een andere staat.

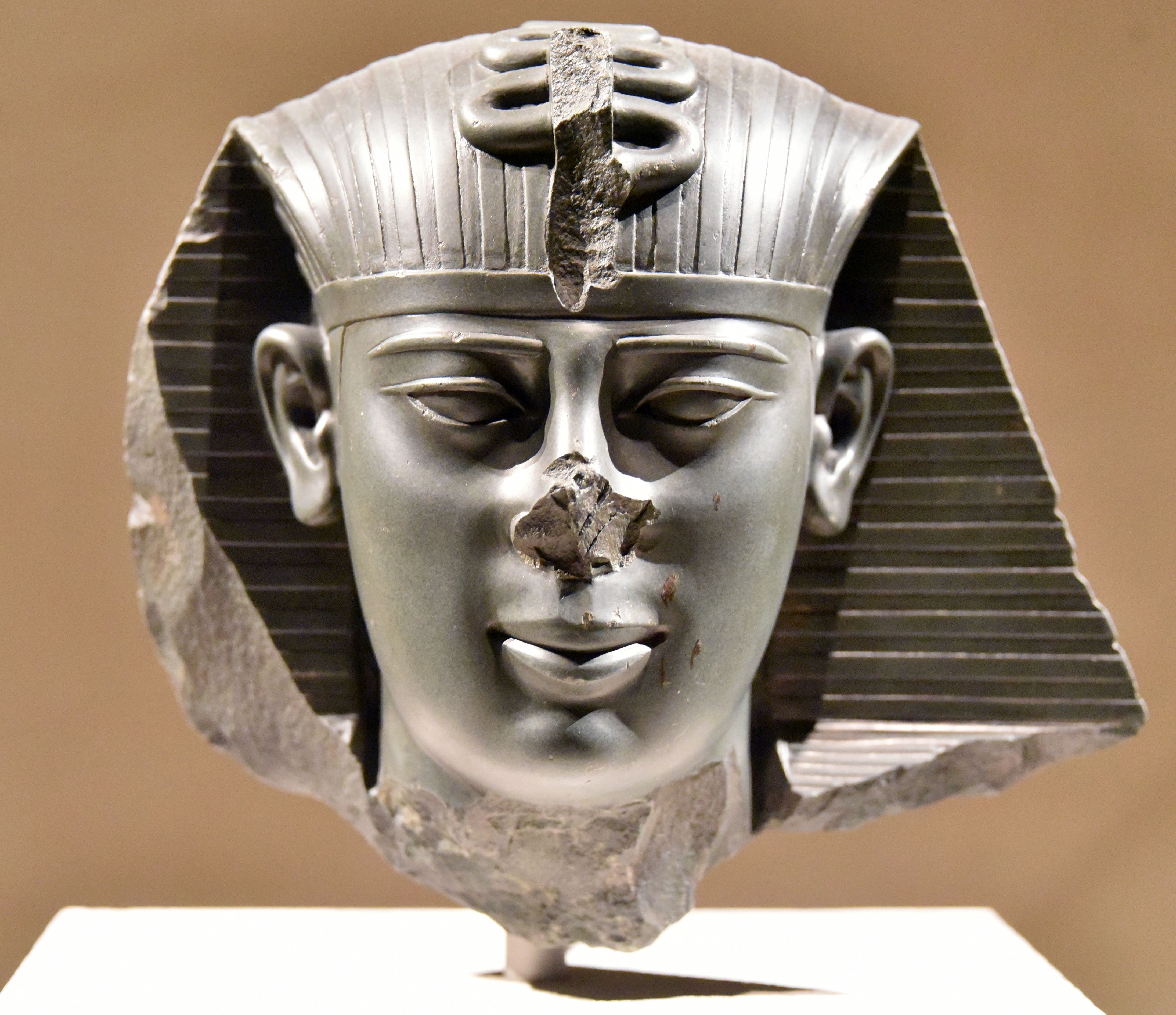
Het hoofd van farao Amasis II, die de oudst bekende capitulatie afsloot met Griekse stadstaten.

Het oudst bekende voorbeeld is te vinden in het boek Historiën. Daarin vermeldt Herodotus dat farao Amasis (570-526 v.Chr.) een aantal privileges toekende aan Griekse kooplieden. Ze kregen toestemming zich te vestigen in de handelsstad Naucratis en daar berecht te worden door hun eigen magistraten volgens hun eigen wetten en gewoonten. Een tweede voorbeeld is dat keizer Claudius (41-54 n.Chr.) de kooplieden uit Cádiz het privilege verleende om hun eigen magistraat te kiezen en om vrijgesteld te worden van de jurisdictie van de Romeinse rechtbanken.
Ook uit de vroege middeleeuwen zijn enkele voorbeelden bekend van capitulaties. Keizer Theodosius (379-395) bijvoorbeeld sloot met de Goten een capitulatie af waarin de Goten het bezit verkregen van de dorpen en districten die hen aangewezen werden, en het recht om hun eigen gewoonten en taal te behouden. Bovendien werden ze vrijgesteld van de jurisdictie van de wetten en magistraten van Rome. Vier eeuwen later, na de val van het Romeinse Rijk, sloot Karel de Grote (747-814) met kalief Haroen ar-Rashid een capitulatie. Daarin verkreeg hij speciale garanties en privileges voor Frankische kooplieden in het Kalifaat van de Abbasiden.
In de 9e eeuw stichtten Arabische kooplieden in het Chinees Keizerrijk een nederzetting in de haven van Kanton waarin ze geregeerd en berecht mochten worden door hun eigen kadi. In het oosten van Europa sloot vorst Oleg de Wijze van het Kievse Rijk in 911 een handelsverdrag met keizer Leo VI van Byzantium, dat in 944 werd herzien en vernieuwd, en in 971 werd bekrachtigd. Is de eerste versie niet overal duidelijk over de jurisdictie, in de versie van 944 wordt expliciet vermeld dat onderdanen van Kiev of Constantinopel die een misdaad begaan, gestraft worden naar de wetten van hun eigen land. Het is waarschijnlijk de oudste capitulatie waarvan de tekst van de opeenvolgende versies bewaard is gebleven.

## Hoge en late middeleeuwen
Veel meer is bekend over capitulaties in de hoge en late middeleeuwen. De handel floreerde toen zowel in het noorden van Europa als in het Middellandse Zeegebied.

### Noord- en Oostzeegebied

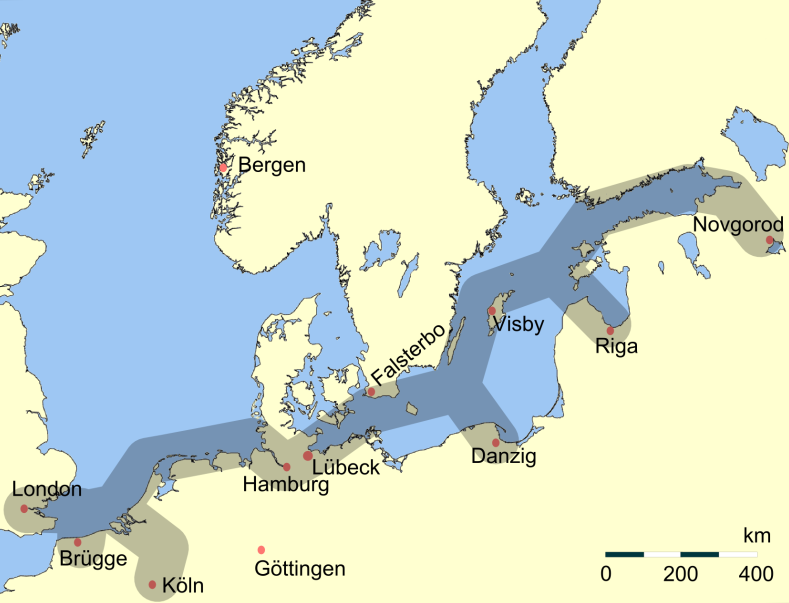
Laatmiddeleeuwse handelsroutes in Noord-Europa

Aan het eind van de hoge middeleeuwen sloot de Deense koning capitulaties af met tientallen steden uit gebieden rond de Oost- en Noordzee. Hij verleende elke verdragspartner een concessie voor een vitte, een juridisch autonome handelsnederzetting. De vitten lagen op het schiereiland Schonen dat destijds tot Denemarken behoorde. Schonen beschikte over rijke haringgronden en bezat de belangrijkste haringmarkt van Europa. Kooplieden die de haringmarkt bezochten mochten, als met hun stad een capitulatie was afgesloten, in hun vitte handel drijven in producten uit hun eigen regio. Daarbij genoten ze privileges als veiligheidsgaranties en lage belastingen, en werden ze berecht volgens hun eigen wetten. Schonen groeide dankzij de vitten uit tot het belangrijkste handelscentrum van Noord-Europa, waar naast haring vele producten werden verhandeld, waaronder graan, wol, laken, wijn en bier. De markt bereikte zijn grootste omvang in de jaren 1370. Na die tijd brak een lange periode aan van verval. In de 16e eeuw hield de Schonense markt op te bestaan, wat het einde betekende van de vitten.
De neergang van de Schonense markt werd mede veroorzaakt door de opkomst van de Hanze. Een van de uitgangspunten van de Hanze bij het sluiten van handelsverdragen was dat kooplieden uit Hanzesteden moesten worden beoordeeld door hun 'ouderman', naar de wetten van de Hanze. Vanaf de 16e eeuw brokkelde de macht van de Hanze af en de laatste formele Hanzedag werd gehouden in 1669, wat het einde markeerde van de capitulaties die de Hanze afsloot.

### Middellandse Zeegebied

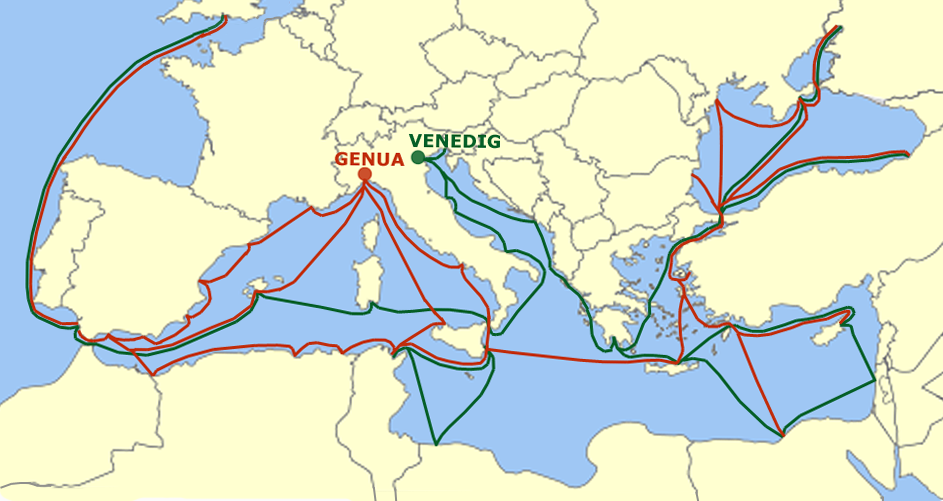
Laatmiddeleeuwse handelsroutes van Genua (rood) en Venetië (groen)

De Italiaanse maritieme republieken hadden in de hoge en late middeleeuwen een groot aandeel in het handelsverkeer rond de Middellandse Zee. Ieder voor zich probeerden ze tot handelsovereenkomsten te komen met machthebbers in het oostelijk deel van het gebied. Zo wist Pisa extraterritoriale privileges te verkrijgen voor zijn onderdanen in Jeruzalem, Beiroet, Jaffa, Cyprus en Rhodos. Daarnaast verkreeg het in 1173 speciale concessies van Saladin, de sultan van Egypte, op voorwaarde dat er geen kruisvaarders vervoerd zouden worden.
Venetië sloot in 1219 een capitulatie met Aladin, de Turkse sultan van Konya, waarbij onderdanen van de ene partij in de domeinen van de andere immuniteiten genoten in alle juridische aangelegenheden van niet-criminele aard. Tien jaar later kreeg Venetië in een capitulatie met de sultan van Aleppo het recht om in die stad een eigen kerk, een telhuis (waar geld werd geteld) en een eigen rechtbank te stichten.
Genua verkreeg via zijn consul in Alexandrië van de Mammelukse sultan het recht van jurisdictie in rechtszaken tussen Genuezen en Saracenen, evenals tussen Genuese en andere christenen. In 1261 kreeg Genua toestemming van de Byzantijnse keizer Michaël VIII om bij Constantinopel, aan de overzijde van de Gouden Hoorn, de aparte stad Galata te vestigen die onder Genuese jurisdictie viel. Toen het Ottomaanse Rijk in mei 1453 de stad Constantinopel belegerde, beloofden de Genuese inwoners van Galata aan de Turken om neutraal te blijven op voorwaarde dat hun onafhankelijke rechten gewaarborgd zouden blijven. Sultan Mehmet II aanvaardde dat en bevestigde na zijn overwinning de capitulatie uit 1261.
Niet alleen de Italiaanse steden, ook Frankrijk en Catalonië sloten in het oosten van het Middellandse Zeegebied verdragen af, waarin hun onderdanen vrijgesteld waren van berechting door het andere land. Zo kwam de sultan van Egypte in 1500 een capitulatie overeen met de Franse koning Lodewijk XII waarin werd overeengekomen dat Franse onderdanen die in Egypte verbleven niet langer vielen onder de jurisdictie van Egypte, maar geplaatst werden onder direct gezag van Franse legaties of consulaten. Met Catalonië sloot de sultan een soortgelijke capitulatie af.

## Ottomaanse Rijk (1536-1949)

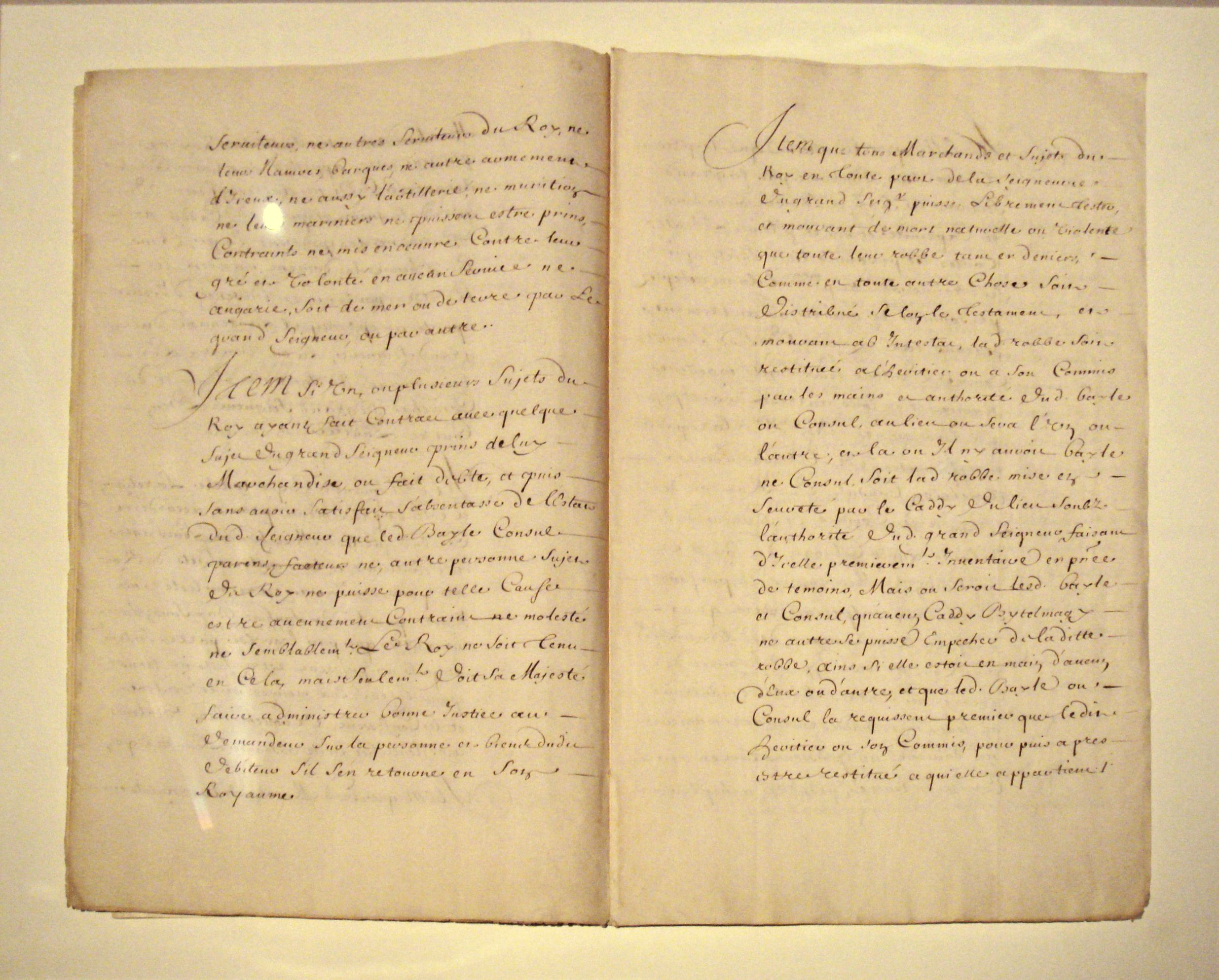
Concept voor de capitulatie van het Ottomaanse Rijk met Frankrijk van 1536.

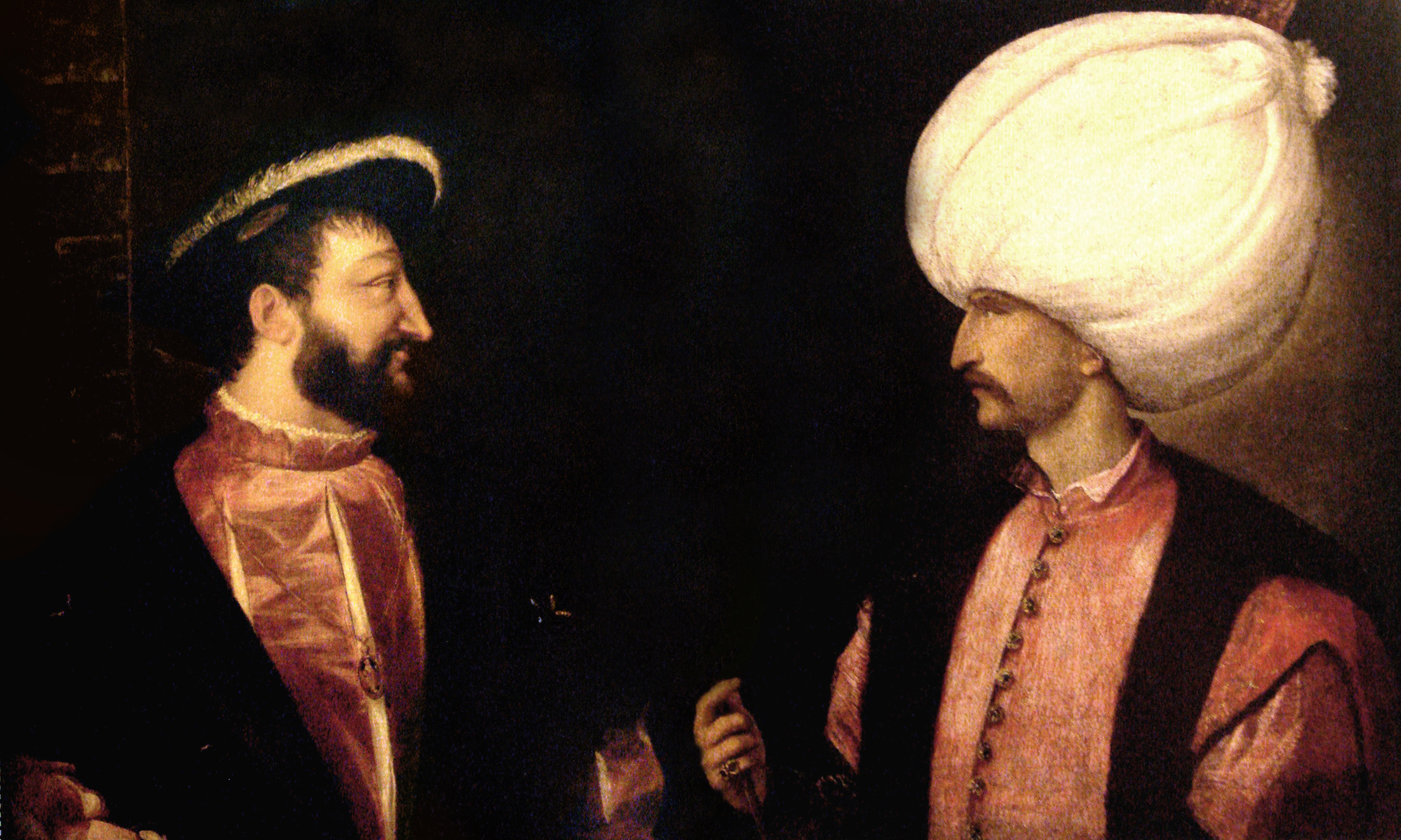
Door de capitulatie te bekrachtigen legden Sultan Süleyman I en koning Frans I van Frankrijk de basis voor een Frans-Ottomaanse alliantie. Ze hebben elkaar nooit ontmoet; dit is een compositie van twee afzonderlijke schilderijen van Titiaan, circa 1530.

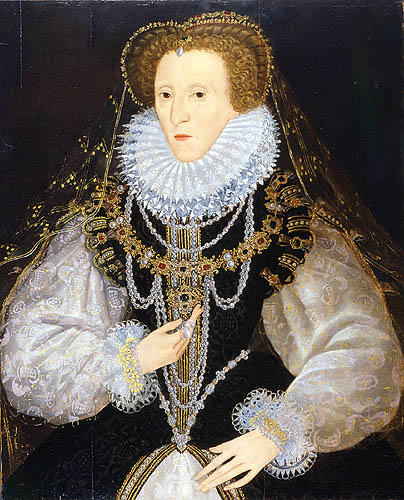
Koningin Elizabeth I van Engeland zond haar gezant naar sultan Murat III wat resulteerde in het afsluiten van een capitulatie van de sultan met Engeland.

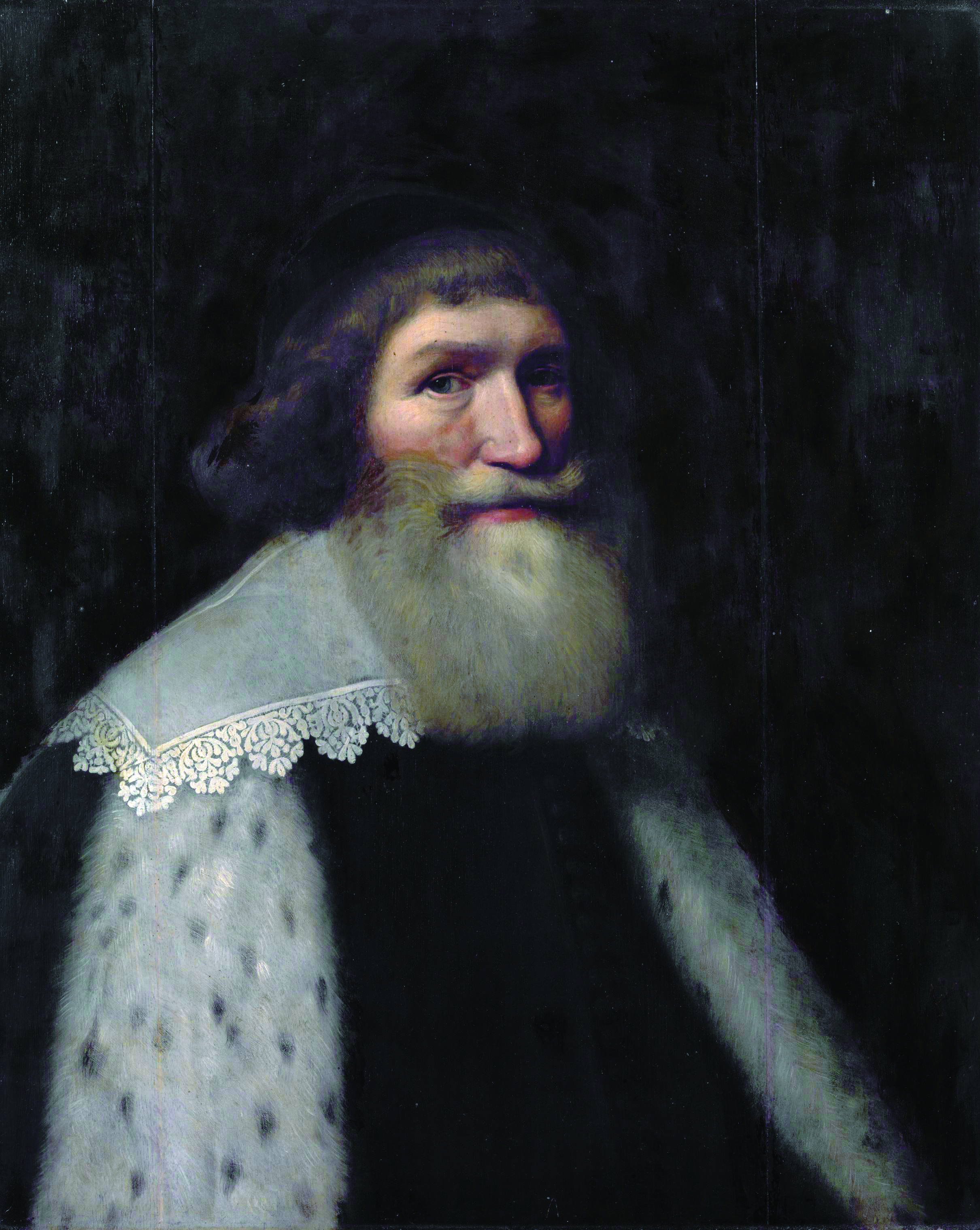
Ambassadeur Cornelis Haga wist te bereiken dat sultan Ahmed I in 1612 een capitulatie ondertekende met de Republiek.

Twee belangrijke doelstellingen van het Ottomaanse Rijk aan het begin van de 16e eeuw waren: het veroveren van andere landen en het verkrijgen van controle over de handel. Het eerste paste in het streven naar wereldhegemonie en het tweede was belangrijk omdat het inkomsten opleverde uit belastingen op handelstransacties. De Ottomanen hadden succes op beide gebieden en om dat te bestendigen waren twee factoren van belang: het voorkomen van vijandige coalities en het verzekeren van binnenlandse stabiliteit.
In het afsluiten van een capitulatie – 'Ahidnâme' genoemd – met een Europees land zagen de regerende sultans een middel daartoe. Allereerst kon een capitulatie uitgroeien tot een alliantie waarmee de Europeanen uit elkaar gespeeld konden worden. Daarnaast zou een capitulatie kapitaalaccumulatie bij binnenlandse kooplieden beperken, en daarmee helpen instabiliteit te voorkomen. Een capitulatie zou niet alleen tot meer inkomsten leiden, maar kon ook de aanvoer van strategische goederen als tin, zilver en buskruit veiligstellen. Het rijk sloot in ruim drie eeuwen tijd capitulaties af met een kleine twintig landen.

### Frankrijk
In 1528, toen de Turken Egypte hadden veroverd, bevestigde sultan Süleyman I formeel de capitulatie die in 1500 door de sultan van Egypte gesloten was met de Franse koning Lodewijk XII.
De opvolger van Lodewijk XII, koning Frans I zocht hulp in zijn machtsstrijd tegen keizer Karel V van het Heilige Roomse Rijk. Hij vond een willig oor bij Süleyman I, die in Europa oorlogen tegen Karel V voerde. De sultan stelde voor een verdrag te laten opstellen door de eerste Franse ambassadeur in Turkije, Jean de La Forêt, en grootvizier Pargah Ibrahim Pasja. Zij kregen de opdracht om de Egyptische capitulatie met Frankrijk die in 1528 door Süleyman bevestigd was, als uitgangspunt te nemen voor hun concept. De capitulatie werd ondertekend in 1536 en daarmee werden de privileges die de Fransen tot dan toe hadden genoten in Egypte, uitgebreid tot het gehele Ottomaanse Rijk.
Vanwege de Turkse opvatting dat een verdrag alleen kracht kon hebben tijdens het leven van de sultan die het ondertekende – een soort tijdelijke wapenstilstand met 'ongelovigen' – was de capitulatie onderwerp van nieuwe onderhandelingen telkens als een nieuwe sultan aantrad. De eerste heronderhandelde capitulatie dateert van 1569, drie jaar na het overlijden van Süleyman, gevolgd door hernieuwingen in 1581, 1597, 1614, 1673 en 1740. In de loop van de opeenvolgende heronderhandelingen is de capitulatie van 1536 geëvolueerd van een louter commerciële overeenkomst met bijbehorende waarborgen voor de vrijheid van handel, naar een algemeen verdrag van vrede, vriendschap en wederzijdse handel in 1740. Dat verdrag kende aan Frankrijk en zijn onderdanen voorrechten toe die verder gingen dan strikt noodzakelijk was voor de vrijheid van handel. Vanaf 1740 kregen de capitulatierechten daarenboven eeuwigdurende geldigheid.
De capitulatie van 1740 bestond uit een uitgebreide preambule, gevolgd door 85 artikelen (capita). De belangrijkste privileges en immuniteiten die daarin aan Franse onderdanen werden gegeven waren: vrijheid van handel, vrijheid van godsdienst, vrijheid van verblijf, vrijheid om te reizen, vrijwaring van huiszoeking, vrijstelling van belasting, afwikkeling van nalatenschappen in het geval dat er geen erfgenamen waren en immuniteit van lokale jurisdictie. Bovendien had Frankrijk de exclusieve extraterritoriale jurisdictie over zijn onderdanen en het recht consuls en ambassadeurs te benoemen die de jurisdictie uitoefenden. Dankzij een uitgebreide clausule – vergelijkbaar met het principe van de meest begunstigde natie – konden alle Europese landen waarmee een capitulatie was afgesloten genieten van de voordelen die in de hoofdtekst aan Frankrijk werden verleend.

### Engeland
Vanaf de late 16e eeuw sloot het Ottomaanse Rijk ook met andere landen capitulaties af. Deze kwamen mutatis mutandis overeen met de verdragen die met Frankrijk overeengekomen waren. Het eerste land was Engeland. Koningin Elizabeth I zocht toenadering tot sultan Murat III om de handelspositie van haar land met de Levant te verbeteren en omdat ze een bondgenoot zocht in haar strijd tegen Spanje. Ze stuurde William Harborne als afgezant naar de sultan. Murat III begon daarop een correspondentie in het Latijn met de koningin, wat de weg plaveide voor het afsluiten van een capitulatie in 1580.

### Republiek der Zeven Verenigde Nederlanden
In 1570, aan het begin van de Tachtigjarige Oorlog liet sultan Süleyman in een brief aan de 'Lutheranen van Antwerpen' weten dat hij bereid was de strijd tegen de gezamenlijke vijand Spanje te steunen. Dat aanbod leidde niet tot een capitulatie met de opstandelingen, die immers nog geen erkend soeverein land vormden. Handelaren uit de Nederlanden dreven wel handel in de Levant maar dat gebeurde onder de Franse of Engelse vlag.
Ten tijde van het Twaalfjarig Bestand nodigde het Ottomaanse Rijk de Staten-Generaal uit een ambassadeur naar Istanboel te zenden; de facto de eerste erkenning van de Republiek door een soeverein land. De sultan zocht nieuwe bondgenoten tegen Spanje omdat Frankrijk in 1559 vrede had gesloten met dat land en Engeland dat deed in 1609. De opkomende, protestantse Republiek was een geschikte kandidaat. Voor de Nederlanders was een capitulatie belangrijk om zelf toegang te krijgen tot het Ottomaanse Rijk. Een tweede reden was om een einde te kunnen maken aan de aanvallen op Nederlandse schepen door Noord-Afrikaanse piraten. Die kaapten niet alleen schepen met hun lading, maar namen bovendien de opvarenden gevangen en verkochten die als slaven.
De Staten-Generaal benoemden Cornelis Haga tot ambassadeur. Aan het hof werd hij tegengewerkt door de Engelse en Franse ambassadeurs. Zo bood de Fransman 10.000 goudstukken als Ottomaanse functionarissen een capitulatie met de Republiek zouden weten te voorkomen. Desondanks werd Haga op 1 mei 1612 ontvangen door sultan Ahmed I. Tijdens de onderhandelingen die enkele maanden in beslag namen wist Haga – mede door het schenken van scheepsladingen waardevolle 'rariteyten'– een goed onderhandelingsresultaat te bereiken. Sultan Ahmet I ondertekende op 6 juli 1612 een capitulatie waarmee Nederlandse consuls de jurisdictie kregen over hun landgenoten. Nederlandse onderdanen genoten vrijheid van godsdienst, begrafenis en kleding en voor hen gold hun eigen erfrecht. Bovendien kregen ze hulp als ze aangevallen werden door piraten en in geval van averij. Alle Nederlandse slaven werden vrijgelaten.

### Overige landen
De overige landen waarmee het Ottomaanse Rijk capitulaties overeenkwam waren, in volgorde van ingangsdatum:
- Oostenrijk, 1615
- Rusland, 1711
- Zweden, 1737
- Denemarken, 1756
- Pruisen, 1761
- Spanje, 1782
- Sardinië 1825
- de Verenigde Staten, 1830
- België, 1838
- Portugal, 1843
- Griekenland, 1854
- Brazilië, 1858
- Mexico, 1864
- Beieren, 1870

### Misbruik
Gedurende de tweede helft van de 19e eeuw verschoof het machtsevenwicht in het Midden-Oosten. Daar waren twee oorzaken voor: de toegenomen economische en militaire macht van Europa, en de interne verzwakking van het Ottomaanse Rijk. Europese kooplieden begonnen de capitulaties uit te buiten in het nadeel van de lokale bevolking, daarbij gesteund door hun consuls. Die gebruikten hun macht door af te dwingen dat hun rechterlijke uitspraken de facto niet betwist konden worden. De lokale bevolking, die niet langer kon rekenen op bescherming door islamitische rechtbanken, werd in toenemende mate achtergesteld ten opzichte van onderdanen van westerse landen.
Aangetrokken door de mogelijkheden die de gemanipuleerde capitulaties boden, vestigden zich veel Europeanen in het Ottomaanse Rijk. Velen van hen trokken naar de semiautonome provincie Egypte, vanwege de opkomende katoenproductie en infrastructurele werken als het Suezkanaal. Leefden in de 18e eeuw enkele honderden Europeanen in Egypte, dat aantal was gegroeid tot 70.000 in 1878. Na de bezetting in 1882 door de Britten – die de capitulaties handhaafden – steeg dat aantal door naar 150.000 in 1907. Veel gerenommeerde bedrijven openden een vestiging in Egypte, maar het land trok ook louche ondernemers aan, waardoor bijvoorbeeld de prostitutie een grote omvang kon krijgen.
Door de capitulaties vrijgesteld van de jurisdictie van de Egyptische regering, kregen onderdanen van westerse landen bescherming van hun consuls telkens wanneer de Egyptische autoriteiten hen wilden aanspreken op afwijkende sociale gedragingen of dubieuze financiële transacties. De consuls oefenden zelf uitgebreide politieke en economische invloed uit, en hun kantoren werden centra van bijna autonome macht in Caïro en Alexandrië.
In de andere delen van het gaandeweg uiteenvallende Ottomaanse Rijk bestonden vergelijkbare situaties. Vaak was het misbruik daar minder extreem, maar overal maakten westerse landen inbreuk op de soevereiniteit en misbruikten ze hun macht om de lokale bevolking uit te sluiten van opkomende economische sectoren als bankieren, weg- en waterbouw, telefonie, massaproductie, grootschalig vervoer en grootschalige handel.

### Afschaffing

Omvang van het Ottomaanse Rijk van 1300 tot 1923

Het verzwakte Ottomaanse Rijk werd vanaf het midden van de 19e eeuw in Noord-Afrika aangevallen door Europese grootmachten als Frankrijk, het Verenigd Koninkrijk en Italië. Daarbij werd een aantal provincies van het rijk bezet en ofwel geannexeerd, dan wel gekoloniseerd, verzelfstandigd of uitgeroepen tot protectoraat. In veel gevallen werden de capitulaties door de nieuwe machthebbers eenzijdig opgezegd. Dat was het geval in 1830 in Algerije, in 1884 in Tunesië en in 1912 in Tripolitanië. De Britten lieten, toen ze Egypte bezetten in 1882, de capitulaties intact.
In het Europese deel van het Ottomaanse Rijk was het in de 19e eeuw onrustig door vele opstanden in de Balkanlanden. Griekenland werd in 1829 een onafhankelijke staat en na de Russisch-Turkse Oorlog (1877-1878) werden ook Roemenië, Bosnië en Servië zelfstandig. In de onafhankelijk geworden Balkanlanden vervielen de capitulaties.
Het Ottomaanse Rijk zelf probeerde vanaf het midden van de 19e eeuw de capitulaties af te schaffen. De eerste poging daartoe deed de Ottomaanse afgezant Ali Pasja tijdens de onderhandelingen die in 1856 leidden tot de Vrede van Parijs. Als een van de overwinnaars van de Krimoorlog hadden de Ottomanen een plaats aan de onderhandelingstafel. Daar wees Ali Pasja erop dat westerse consuls hun jurisdictie in zijn land misbruikten. Zijn verzoek om de capitulaties af te schaffen werd afgewezen omdat het Ottomaanse rechtssysteem niet ‘klaar’ was. De westerse landen drongen aan op verdere justitiële hervormingen en zegden een conferentie over capitulaties toe, die nooit werd gehouden.
In een tweede poging stuurde het Ottomaanse ministerie van Buitenlandse Zaken in 1881 een circulaire uit aan Europese en Amerikaanse ambassades waarin werd aangedrongen op de afschaffing. Alle ambassades wezen het verzoek af en stelden dat de sultan niet de bevoegdheid had om de verdragen eenzijdig te annuleren. Aan de vooravond van het uitbreken van de Eerste Wereldoorlog werd de derde poging ondernomen. De Ottomanen boden aan om in ruil voor de afschaffing van de capitulaties neutraal te blijven of de geallieerden te steunen. Het antwoord was negatief en een maand later sloot het Ottomaanse Rijk zich aan bij de Oostenrijks-Duitse coalitie en verklaarde officieel de oorlog aan de geallieerden.

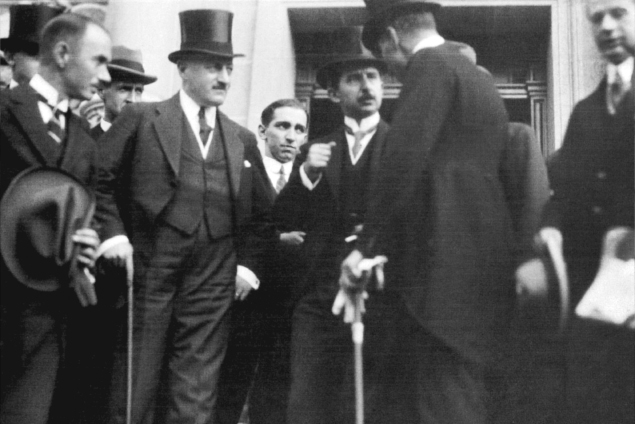
De Turkse delegatie bij de ondertekening van het Verdrag van Lausanne. De delegatie werd geleid door İsmet İnönü (midden) en Riza Nur (links met hoge hoed)

Enkele maanden na het uitbreken van de oorlog zegden de Ottomanen alle capitulaties eenzijdig op. Die opzegging werd nietig verklaard in het Verdrag van Sèvres uit 1920 dat gesloten werd na de nederlaag van de centrale mogendheden waartoe ook het Ottomaanse Rijk behoorde. In dat verdrag werd het Ottomaanse Rijk zodanig ontmanteld dat alleen het gebied rondom Ankara overbleef. De voormalige provincies Syrië, Palestina, Transjordanië en Mesopotamië werden mandaatgebieden waarmee daar de capitulaties vervielen.
Onder leiding van Mustafa Kemal Atatürk kwamen de Turken in opstand en brak de Turkse Onafhankelijkheidsoorlog uit. De Turken wisten grote gebieden terug te winnen en stemden in 1923 in met het voor hen voordelige Verdrag van Lausanne. In dat verdrag kwamen de betrokken partijen overeen alle capitulaties met Turkije af te schaffen. Hierna was Egypte het enige voormalige deel van het Ottomaanse Rijk waar de capitulaties nog golden. Die situatie bleef bestaan tot 1937, ondanks vele pogingen van het land om de capitulaties af te schaffen. In dat jaar werd in Montreux een conferentie gehouden waaraan naast Egypte de dertien landen deelnamen die capitulatieverdragen hadden met Egypte. Op 8 mei 1937 kwamen de deelnemende landen overeen de capitulaties af te schaffen, met een overgangsperiode van twaalf jaar. Daarmee kwam in 1949 definitief een einde aan de Ottomaanse capitulaties.

## Westerse grootmachten (1617-1947)
Vanaf de 17e eeuw groeide de handel die Europese landen dreven met verre overzeese gebieden. In een groot aantal gevallen werden die gebieden daarbij geheel of gedeeltelijk veroverd. Waar dat niet het geval was, beschermden de Europese mogendheden de belangen van hun onderdanen door capitulatieverdragen af te sluiten met de plaatselijke machthebbers. Daarin werden hun onderdanen uitgezonderd van de internationale rechtsregel dat buitenlanders vallen onder de jurisdictie van de territoriale staat waarin zij wonen. Het argument dat gebruikt werd om dit te rechtvaardigen was dat de betreffende landen een minderwaardige beschaving hadden. Met name zouden de lokale instellingen onvoldoende bescherming bieden aan buitenlanders.
Aanvankelijk ging het om capitulaties die werden afgesloten door ondernemingen die handel dreven met vooral het Verre Oosten. Deze zogeheten compagnieën werden veelal gesteund door hun landelijke overheid. Zo machtigden de Staten-Generaal de VOC om oorlog te voeren, verdragen af te sluiten, forten op te richten, garnizoenen te vestigen en gerechtelijke ambtenaren aan te stellen. De compagnieën sloten capitulaties af na vreedzame onderhandelingen waarbij het uitwisselen van geschenken met de lokale heerser essentieel was. Dat was bijvoorbeeld het geval met Perzië en Siam. Als de relatie in een later stadium verslechterde schroomden de compagnieën echter niet om hun militaire macht te gebruiken.
Begin 19e eeuw werd de ene na de andere handelscompagnie opgeheven. Tezelfdertijd stelden de verworvenheden van de industriële revolutie de westerse grootmachten in staat om hun wil aan andere landen op te leggen. Overal werd 'de vlag geplant' en werden gebieden in bezit genomen. Landen als China en Japan die kolonisatie wisten te voorkomen, werden met kanonneerbootdiplomatie gedwongen capitulaties te aanvaarden. Deze capitulaties worden sinds de jaren 1920 ook wel ongelijke verdragen genoemd. China deed toen een beroep op het concept van "ongelijk verdrag" dat was geïntroduceerd door Hugo de Groot, om te motiveren dat het land herziening eiste van de opgelegde verdragen. De term werd daarna gemeengoed als het om de gedwongen capitulaties ging.
Van de capitulaties die handelscompagnieën afsloten worden hier de belangrijkste – die met Perzië en Siam – vermeld. De landen waarmee westerse grootmachten na het midden van de 19e eeuw verdragen afsloten worden alle genoemd.

### Perzië

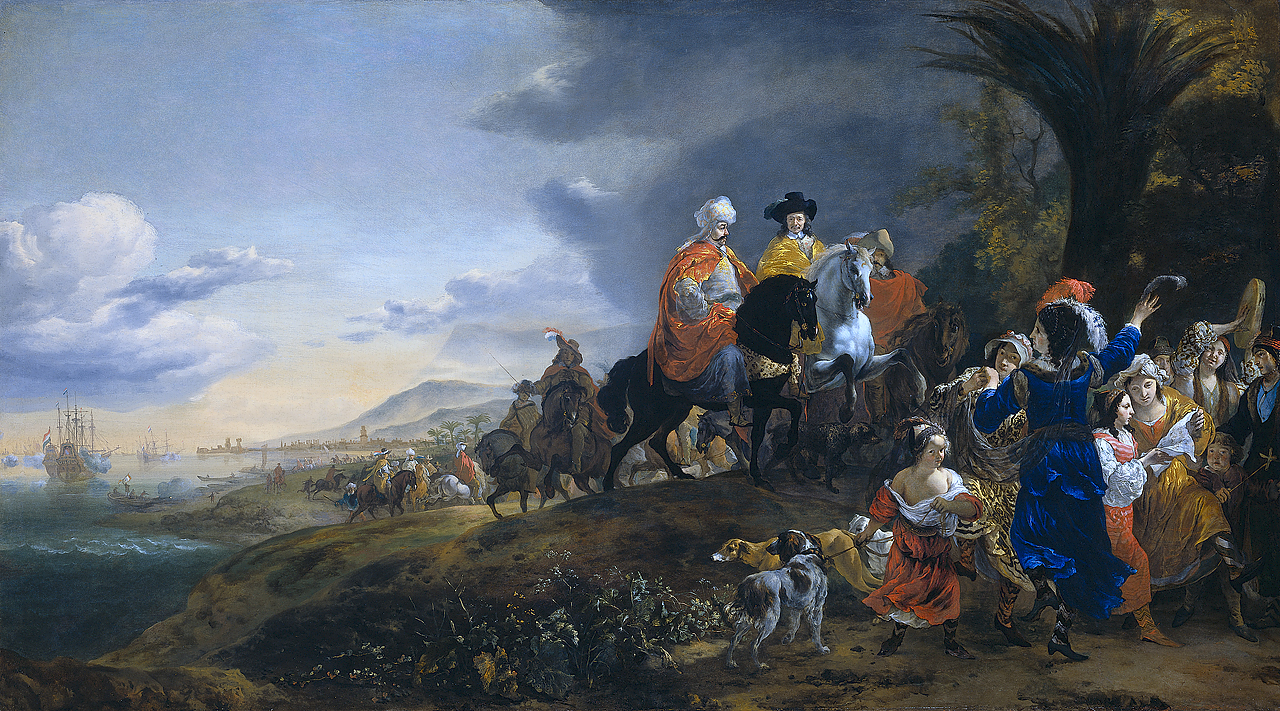
VOC-gezant Joan Cunaeus en secretaris Cornelis Speelman in gezelschap van de sultan van Bandar Abbas in 1651/1652 op weg naar Isfahan.

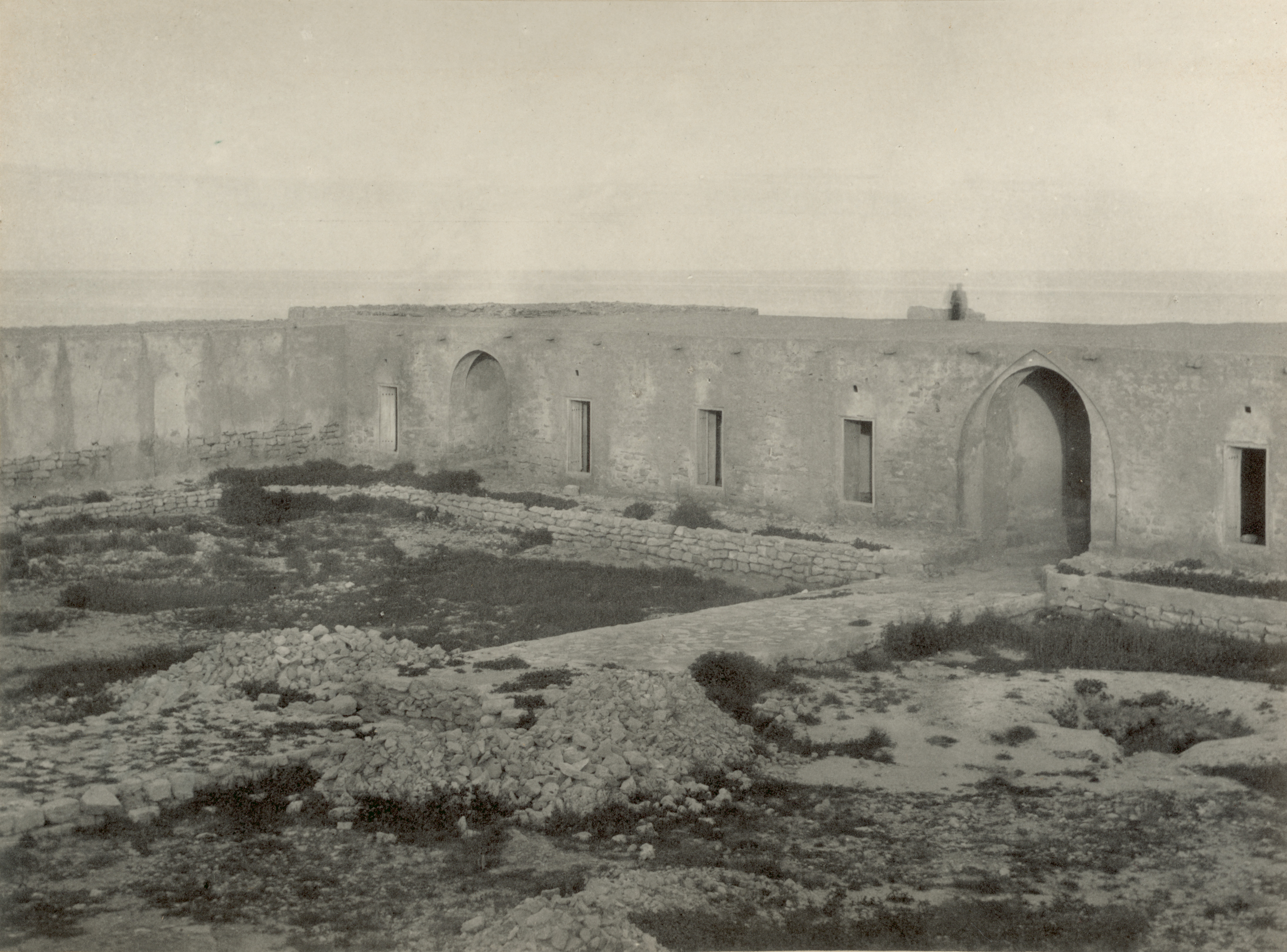
Fort Mosselstein in 1891

Perzië was aan het begin van de 17e eeuw vanwege de zijdeproductie een potentieel interessante handelspartner voor opkomende handelscompagnieën als de Britse Oost-Indische Compagnie en de Vereenigde Oostindische Compagnie. Handel met Perzië was voor hen echter vrijwel onmogelijk omdat Portugal het eiland Hormuz in 1515 veroverd had en van daaruit de toegang tot de Perzische Golf beheerste.
Dat veranderde nadat sjah Abbas I in 1617 een capitulatie sloot met de Britten. In ruil voor militaire steun aan zijn plan om de Portugezen te verdrijven, beloofde de sjah hen onder meer een monopolie op de zijdehandel, verlaging van belasting- en toltarieven, de vrijheid om kerken te bouwen waar ze wilden en de vrijheid om rond te reizen door Perzië. Ook zag hij af van jurisdictie over Britse onderdanen en zegde toe dat de goederen van een overledene bewaard zouden worden tot iemand van de compagnie ze kwam ophalen.
Met hulp van de Britten heroverden de Perzen in 1622 Hormuz. De VOC speelde in op de nieuwe situatie en stuurde de ervaren onderhandelaar Hubert Visnich naar Perzië. Het land was voor de VOC niet alleen interessant vanwege de zijde, de compagnie zag ook mogelijkheden om allerlei producten in Perzië in te voeren en verder maakte een handelspost in Perzië snellere communicatie tussen Nederland en Batavia mogelijk.
Visnich werd in 1623 ontvangen door sjah Abbas I. De ontmoeting was gearrangeerd door Jan Lucasz. van Hasselt, de Nederlandse hofschilder van de sjah. Abbas zag in de VOC een extra afnemer van Perzische producten en een potentiële bondgenoot in zijn strijd tegen het Ottomaanse Rijk. Op 17 november 1623 tekende Abbas I een capitulatie waarbij de VOC het recht kreeg om bepaalde producten tegen vaste prijzen in Perzië in te voeren met vrijstelling van invoerrechten. In ruil daarvoor verplichtte de VOC zich een vaste hoeveelheid zijde van de sjah af te nemen. De overige privileges die de VOC kreeg, waren vrijwel identiek aan die uit de capitulatie met de Britten.
De capitulatie werd een aantal malen hernieuwd. Vermeldenswaard is het verdrag dat gesloten werd in 1631. Het werd rechtstreeks met de Staten-Generaal onderhandeld door Van Hasselt. Deze was in 1630 naar Nederland gereisd als ambassadeur van sjah Safi I, de opvolger van Abbas I. In het nieuwe verdrag kreeg Perzië gelijksoortige rechten als de Republiek: beide landen kregen het recht een handelspost in het andere land te bezitten, waarbij ze de jurisdictie behielden over hun daar verblijvende onderdanen. Het is een van de weinige capitulaties waarin westerse landen wederkerigheid zijn overeengekomen. In latere capitulaties die Perzië afsloot met de VOC kwamen geen artikelen meer voor waarin sprake was van wederkerigheid.
Een tweede opmerkelijke herbevestiging was de capitulatie van 1652. Toen de Perzen de afspraken in de jaren 1640 voortdurend hadden geschonden, was gouverneur-generaal Van Diemen in 1645 overgegaan tot een gewapende interventie. De Heren XVII steunden de actie niet en de onderhandelingen die volgden om de relatie te herstellen werden pas in 1652 succesvol afgesloten door Joan Cunaeus. Deze bracht voor de sjah en zijn gevolg geschenken mee ter waarde van 44.422 gulden, inclusief de invoerrechten die hij ervoor moest betalen. De Britse Oost-Indische Compagnie was inmiddels veel minder actief in Perzië en de VOC verwierf het monopolie in de zijdehandel.
In de topjaren bedroeg de brutowinst in Perzië 400.000 gulden. In de 18e eeuw daalde dat tot 70.000 gulden, voornamelijk door politieke instabiliteit van Perzië. De VOC had inmiddels een vordering op Perzië opgebouwd van ruim 1,7 miljoen gulden. Hogere veiligheidsuitgaven en een sterk verminderd handelsvolume zorgden ervoor dat de VOC verlies leed in Perzië. De compagnie sloot alle kantoren en wilde Perzië verlaten. Gouverneur-generaal Jacob Mossel wilde het echter nog proberen en liet in 1753 op Kharg Fort Mosselstein bouwen. Deze handelspost leverde onvoldoende op waarop de VOC besloot alsnog te stoppen. Voordat Kharg ontruimd was, werd het in 1766 veroverd door een lokale machthebber.

### Siam

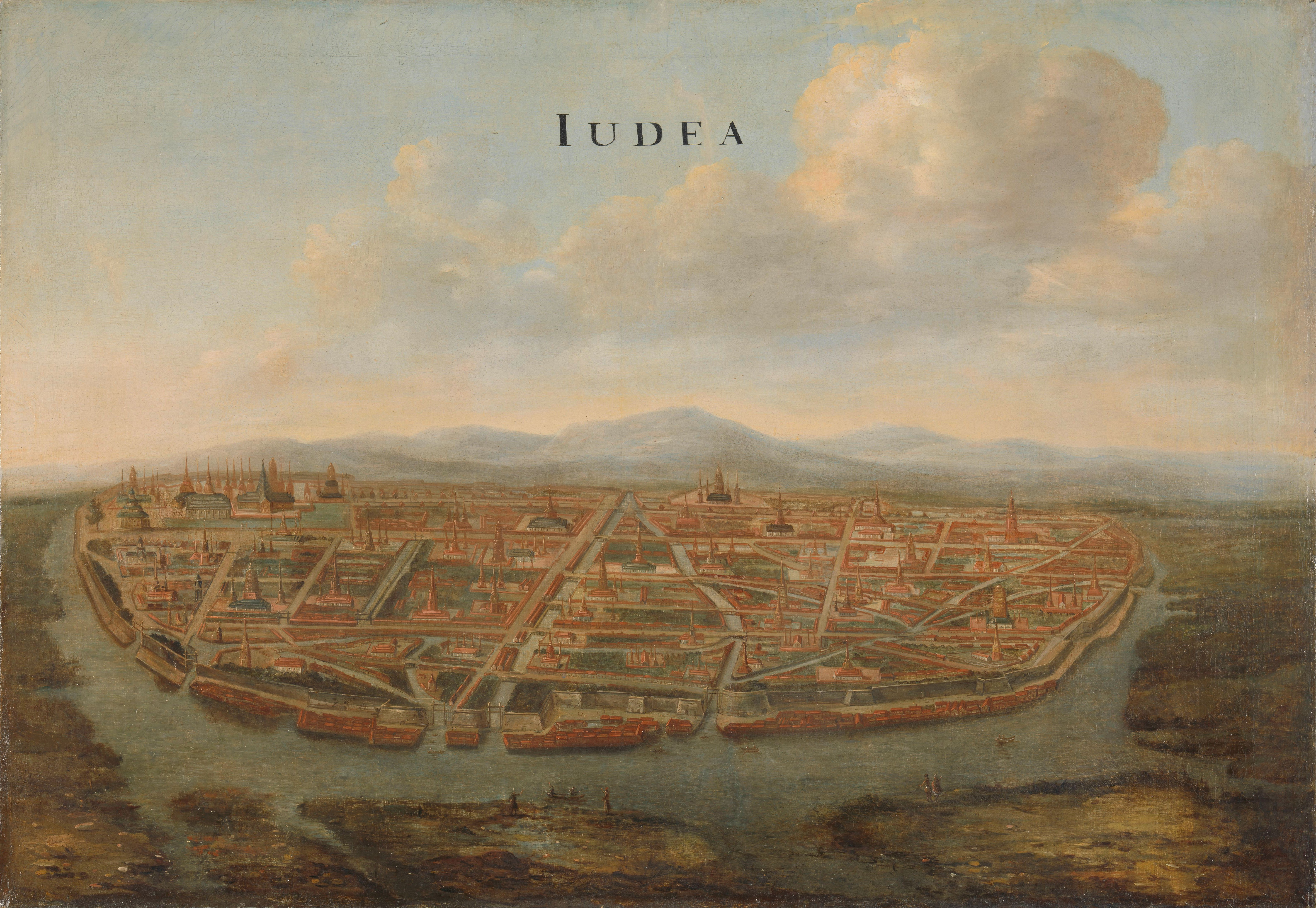
Gezicht uit begin 17e eeuw op Iudea (Ayutthaya), de oude hoofdstad van Siam

In juni 1604 zond de VOC twee gezanten naar Siam, in de hoop dat zij van daaruit naar China zouden kunnen reizen, om een winstgevende handel te ontsluiten. Hoewel hiervan niets terechtkwam, knoopten de Nederlanders betrekkingen aan met het koninkrijk Siam zelf. De koning van Siam zond in 1607 een gezantschap naar Holland, en in 1608 werd in Ayutthaya een factorij van de VOC gevestigd.
De omvang van de handel bleef beperkt en er waren regelmatig conflicten met de koning van Siam. De Nederlanders beschouwden het rechtssysteem van Siam als onbetrouwbaar omdat ze geloofden dat de meeste Siamezen overal en altijd corrupt waren. Bovendien verafschuwden ze de sadistische wijze waarop gewoonlijk in Siam gestraft werd. Daarom probeerden ze in een verdrag vast te leggen dat Nederlanders niet onder Siamese jurisdictie vielen.
Na vele vergeefse pogingen van de VOC lukte het admiraal Pieter de Bitter in 1664 om een capitulatie met Siam af te sluiten. De Nederlanders waren daarmee de eersten en de enigen die een verdrag afsloten waarin werd bepaald dat hun employees in Siam uitsluitend onderworpen waren aan hun eigen wetten. In 1687 kreeg de Franse Oost-Indische Compagnie een verdrag waarin ook sprake was van berechting volgens de Franse wet, maar dat gold slechts in uitzonderlijke gevallen.
De uitvoer van de VOC vanuit Siam bestond voornamelijk uit rijst naar Batavia, dierenvellen naar Japan, tin naar India, lood naar Taiwan en sappanhout naar Nederland. Toen Japan in 1715 besloot nog maar twee schepen per jaar toe te laten, loonde de handel in huiden niet meer. De handel in tin was echter voldoende om de vestiging open te houden. Enkele decennia later kon de VOC tin goedkoper en in grotere hoeveelheden in Palembang inkopen, waarop de handel met Siam werd beperkt tot twee scheepsreizen per jaar. In 1767, toen de Birmezen de stad Ayutthaya belegerden, verliet de VOC haar vestiging in Siam definitief. Twee jaar later werd de stad vernietigd en daarbij ook de factorij van de VOC.
In de periode daarna werd door westerse landen nauwelijks handel gedreven met Siam. Toen in het midden van de 19e eeuw grote delen van Zuidoost-Azië gekoloniseerd werden door het Verenigd Koninkrijk en Frankrijk, bleef Siam daar als enige land voor gespaard. Dat was te danken aan koning Rama IV die onmiddellijk na zijn aantreden in 1851 zijn land begon te moderniseren. Hij wachtte niet af, maar zocht contact met de in zijn ogen grootste westerse macht. In 1855 ontving hij met veel eerbetoon John Bowring, de Britse gouverneur van Hongkong. De komst was voorafgegaan door een briefwisseling tussen beiden die geleid had tot een goede verstandhouding. Na lange onderhandelingen ondertekende Rama IV het Verdrag van Bowring dat de Britten onder andere het recht gaf opium in Siam te importeren. De invoerrechten voor opium werden afgeschaft en Siam zag af van jurisdictie over Britse onderdanen. Door het verdrag te ondertekenen leed Siam schade op economisch en politiek gebied, maar kocht het bescherming voor zijn onafhankelijkheid.
In de jaren daarop werd het verdrag gevolgd door soortgelijke capitulaties met:
- Denemarken, 1856
- Frankrijk, 1856
- de Verenigde Staten, 1856
- Portugal, 1859
- Nederland, 1860
- Duitsland, 1862
- België, 1868
- Italië, 1868
- Noorwegen, 1868
- Zweden, 1868
- Oostenrijk-Hongarije, 1869
- Spanje, 1870

### China

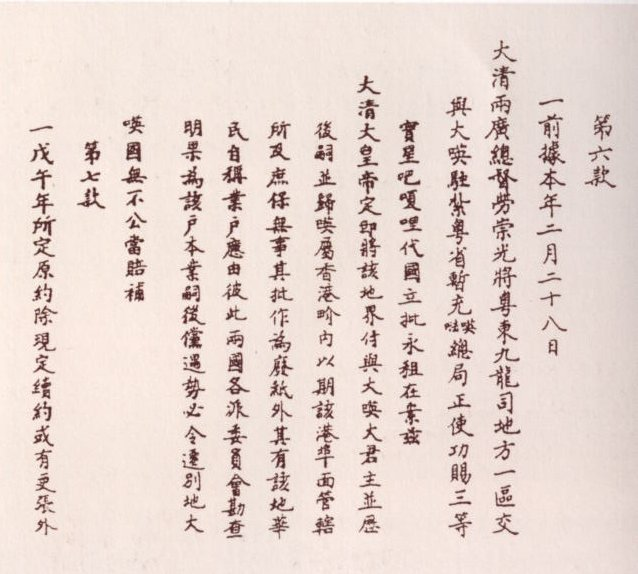
De Chinese tekst van de Conventie van Peking, een capitulatie die China op 18 oktober 1860 onder dwang ondertekende met het Verenigd Koninkrijk, Frankrijk en Rusland.

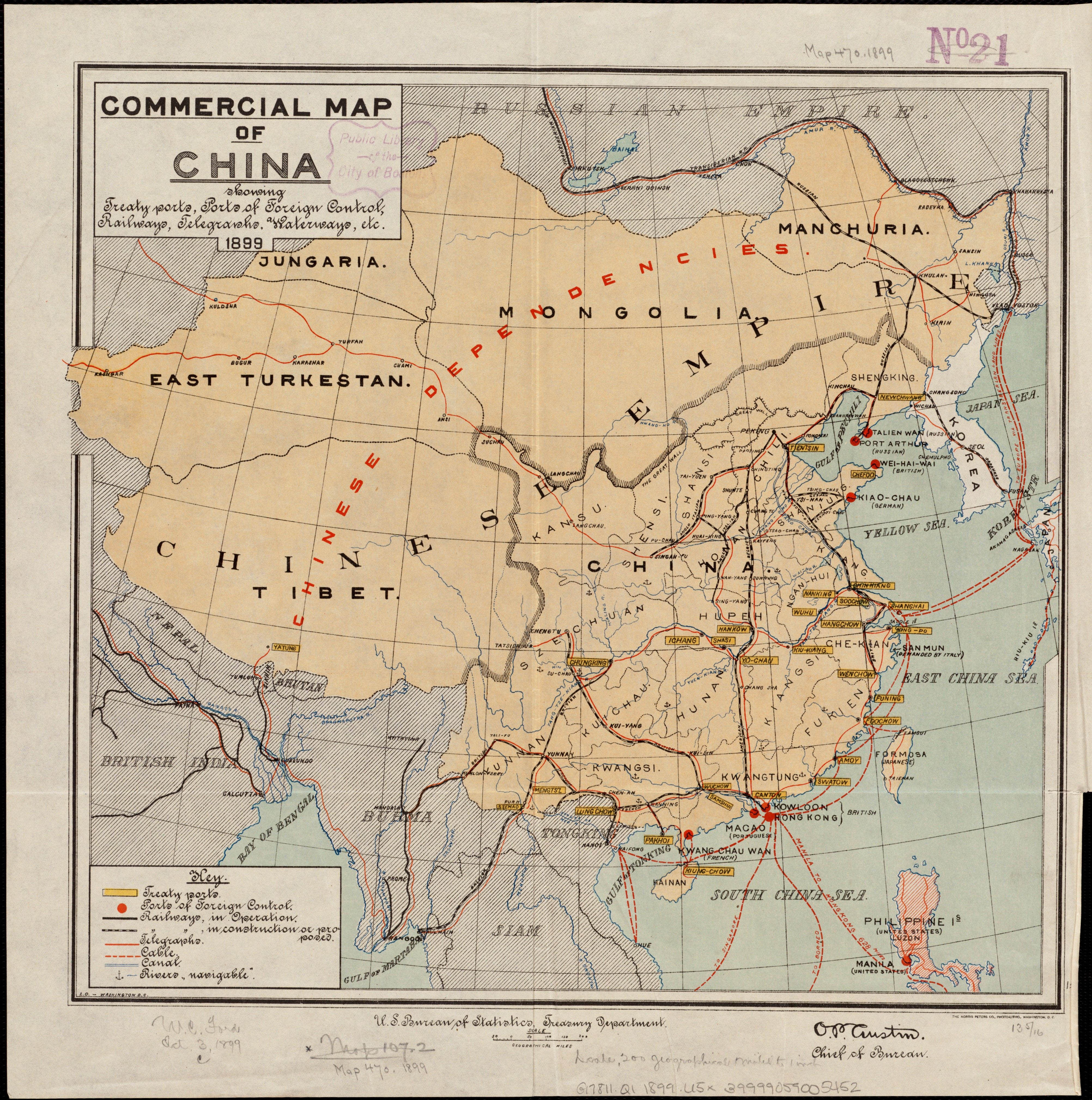
Kaart uit 1899 van China, met verdragshavens, havens onder buitenlands beheer, spoorwegen, waterwegen en telegrafielijnen.

Handel met het gesloten China was voor westerse landen in de 17e en 18e eeuw niet winstgevend. Dat veranderde toen de Britten in de 19e eeuw vanuit India opium het land gingen binnensmokkelen en toezichthoudende ambtenaren omkochten. De smokkelhandel groeide zo sterk dat rond 1830 ruim 12 miljoen Chinezen aan opium verslaafd waren. De Chinese overheid besloot in te grijpen en na discussies over de te kiezen methode, legaliseren of verbieden, besloot de keizer tot het laatste. Als een van de eerste acties liet keizerlijk commissaris Lin Zexu in 1839 in Kanton 20.000 kisten met in beslag genomen opium vernietigen. Hij belette verdere smokkel wat de Britse regering opvatte als een casus belli.
Dat leidde tot de opiumoorlogen die duurden van 1840 tot 1860. China zag zich in 1842 en 1843, na nederlagen in de eerste opiumoorlog, gedwongen de verdragen van Nanking en Bogue te ondertekenen. Het land droeg daarin het eiland Hongkong over aan het Verenigd Koninkrijk waarmee het gebied een Britse kroonkolonie werd. Bovendien kregen de Britten het recht in vijf zogenaamde verdragshavens land en gebouwen te kopen of te huren, en er te wonen. China deed afstand van de jurisdictie over Britten en verleende hen diverse handelsprivileges.
Aan het eind van de tweede opiumoorlog, waaraan ook Frankrijk en Rusland deelnamen, was China definitief verslagen. Het land werd in 1860 gedwongen nog ongunstigere capitulaties te ondertekenen in de Conventie van Peking, waarin onder meer het aantal verdragshavens werd uitgebreid tot zeventien en de handel in opium werd gelegaliseerd. Een belangrijk element in de capitulaties waren de consulaire rechtbanken die niet alleen bevoegd waren in geschillen met het gastland, maar ook onderling. Zo kon een Amerikaan in China een beroep doen op de Britse rechtbanken tegen een Engelsman, of op de Franse rechtbanken tegen een Fransman.
Niet alleen met het Verenigd Koninkrijk werden capitulaties overeengekomen, maar in de loop van de jaren ook met:
- de Verenigde Staten, 1844
- Frankrijk, 1844
- Rusland, 1858
- Zweden, 1858
- Pruisen, 1861
- Zollverein, 1861
- Denemarken, 1863
- Nederland, 1863
- Spanje, 1864
- België, 1865
- Italië, 1866
- Oostenrijk-Hongarije, 1869
- Japan, 1871
- Peru, 1874
- Brazilië, 1881
- Portugal, 1887
- Mexico, 1899
- Zwitserland, 1918

China wees westerse politieke, juridische en sociale regels af en was terughoudend in het overnemen van westerse technologieën. Sommige bestuurders waren geïnteresseerd in militaire technologie en stoomschepen omdat die van nut zouden kunnen zijn bij het verdedigen van hun onafhankelijkheid. Maar met name de elektrische telegrafie en spoorwegen werden gezien als een gevaar voor de Chinese soevereiniteit. Het aanleggen van telegrafielijnen was strijdig met de geomantische principes van feng shui en zou graven vernietigen, met naar verwachting rampzalige gevolgen. Tegen de wil van China in verbonden westerse landen de verdragshavens via onderzeese telegrafielijnen met elkaar en met Europa. China zag zich daardoor gedwongen op het vasteland zelf een netwerk van telegrafielijnen aan te leggen.
Voor de aanleg van spoorlijnen, waarop vooral Rusland en het Verenigd Koninkrijk aandrongen, gold naast het bezwaar van strijdigheid met feng shui, dat de spoorverbindingen buitenlandse troepen, missionarissen en westerse invloeden tot diep in China zouden kunnen brengen. Met hulp van sommige Chinese zakenlieden en ambtenaren werden enkele kleine spoorlijnen gebouwd, maar exploitatie ervan werd verhinderd door de Chinese overheid. Pas na het vernederende verlies van China in de Eerste Chinees-Japanse Oorlog van 1894-1895 lukte het de westerse landen om concessies af te dwingen voor de aanleg en exploitatie van spoorlijnen. In 1903 had het land 4358 km spoorlijn die voornamelijk in buitenlandse handen waren.

### Japan

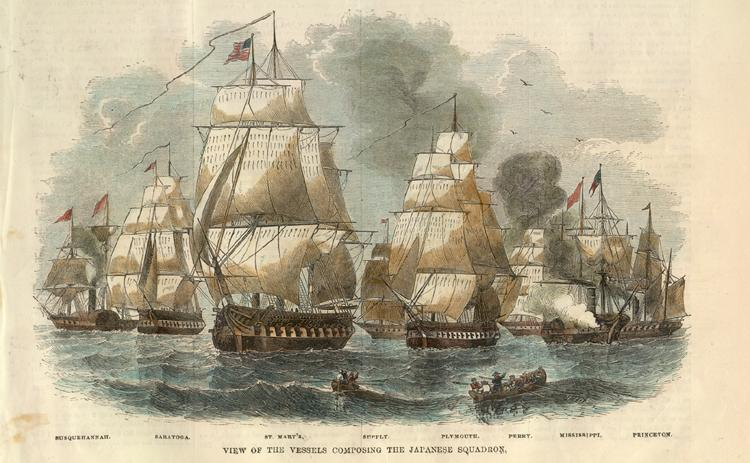
De vloot waarmee Perry in 1854 zijn kanonneerbootdiplomatie succesvol afrondde

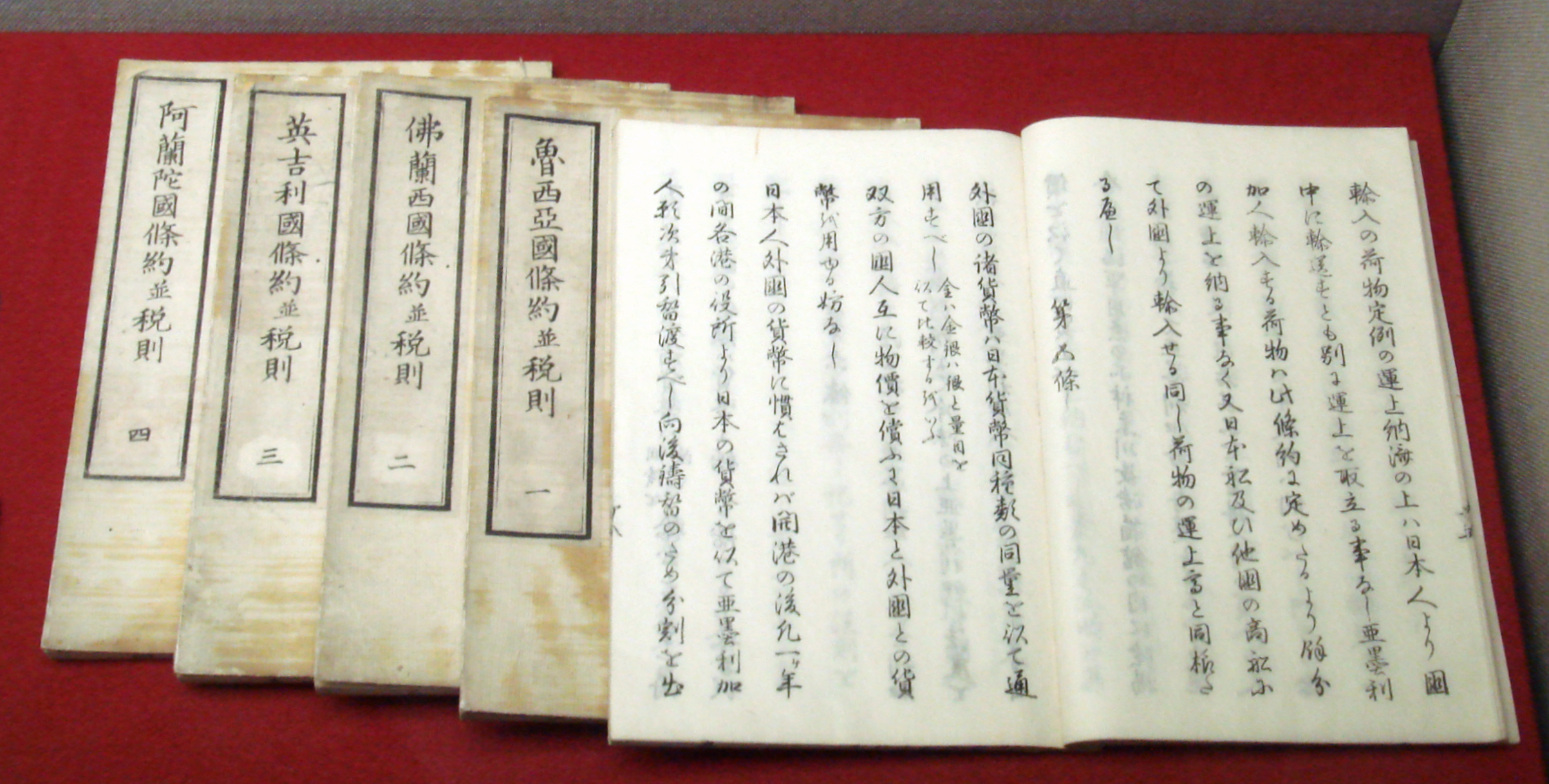
De capitulaties die Japan in 1858 onder dwang afsloot met achtereenvolgens de Verenigde Staten, Nederland, Rusland, Frankrijk en het Verenigd Koninkrijk

In tegenstelling tot China had Japan eeuwenlang geen handelsverkeer met andere mogendheden, afgezien van de Nederlandse handelspost op Deshima. Het eerste officiële handelsverdrag werd afgedwongen door de Amerikaanse commodore Matthew Perry. Hij verscheen in 1853 in de Straat van Uraga met vier oorlogsschepen, waaronder twee stoomschepen. De beangstigde Japanners, die voor het eerst een stoomschip zagen, noemden het vanwege de rook die uit de schoorstenen kwam kurobune (zwarte schepen).
Perry benaderde de Japanners met een combinatie van militair machtsvertoon en geschenken die de Amerikaanse technologische voorsprong benadrukten. Hij dwong hen een brief in ontvangst te nemen waarin de Amerikaanse president Fillmore de keizer van Japan verzocht om een handelsverdrag te sluiten. Perry kondigde aan na een jaar terug te komen om het antwoord te vernemen. In het voorjaar van 1854 arriveerde Perry met negen schepen in de Baai van Tokio. Na langdurige onderhandelingen werd op 31 maart de Conventie van Kanagawa ondertekend. Het was een eenzijdig contract waarin Japan enkele havens openstelde, maar nog geen afstand deed van jurisdictie over buitenlanders die in het land verbleven.
Dat was wel het geval in het Verdrag van Shimoda dat een jaar later, na vreedzame onderhandelingen door viceadmiraal Jevfimi Poetjatin, gesloten werd met Rusland. De bepalingen over jurisdictie over Russen waren echter in vage termen geformuleerd. Een welomschreven regeling waarin een buitenlandse consul in Japan de jurisdictie kreeg over zijn landgenoten, werd voor het eerst op 29 juli 1858 vastgelegd in een herzien verdrag met de Verenigde Staten. Dit Harrisverdrag stond model voor de andere capitulaties die Japan later dat jaar aanging met Nederland (18 augustus) en Rusland (19 augustus), en – eveneens onder militaire dreiging – met het Verenigd Koninkrijk (26 augustus) en Frankrijk (9 oktober).
Japan reageerde heel anders op de buitenlandse machtspolitiek dan China. Het capitulatieregime motiveerde de Japanse leiders om in hun land politieke, juridische en sociale regels uit westerse landen te implementeren en hun militaire macht te versterken.

### Marokko
Terwijl de andere Noord-Afrikaanse gebieden werden ingelijfd door het Ottomaanse Rijk, was Marokko erin geslaagd onafhankelijk te blijven. In 1844 viel Frankrijk het land aan toen de Algerijnse verzetsstrijder Abd al-Kader uitgeweken was naar Marokko, waar hij en zijn medestrijders beschermd werden. Marokko verloor de oorlog die uitbrak en tekende het Verdrag van Tanger, waarin het Algerije officieel erkende als onderdeel van het Franse koloniale rijk.
In de jaren daarna werd de onderlinge verhouding voortdurend verstoord. In 1851 liep de spanning zo hoog op dat de Fransen over gingen tot het bombarderen van de stad Salé. Naar aanleiding van deze ontwikkelingen zocht de sultan van Marokko Britse bescherming. Na lange onderhandelingen ondertekenden koningin Victoria en sultan Abd al-Rahman in 1856 een capitulatie. Het verdrag verzekerde Marokko van Britse militaire en financiële steun en de Britten kregen in ruil handelsprivileges, waaronder vrijstelling van Marokkaanse jurisdictie.

### Korea

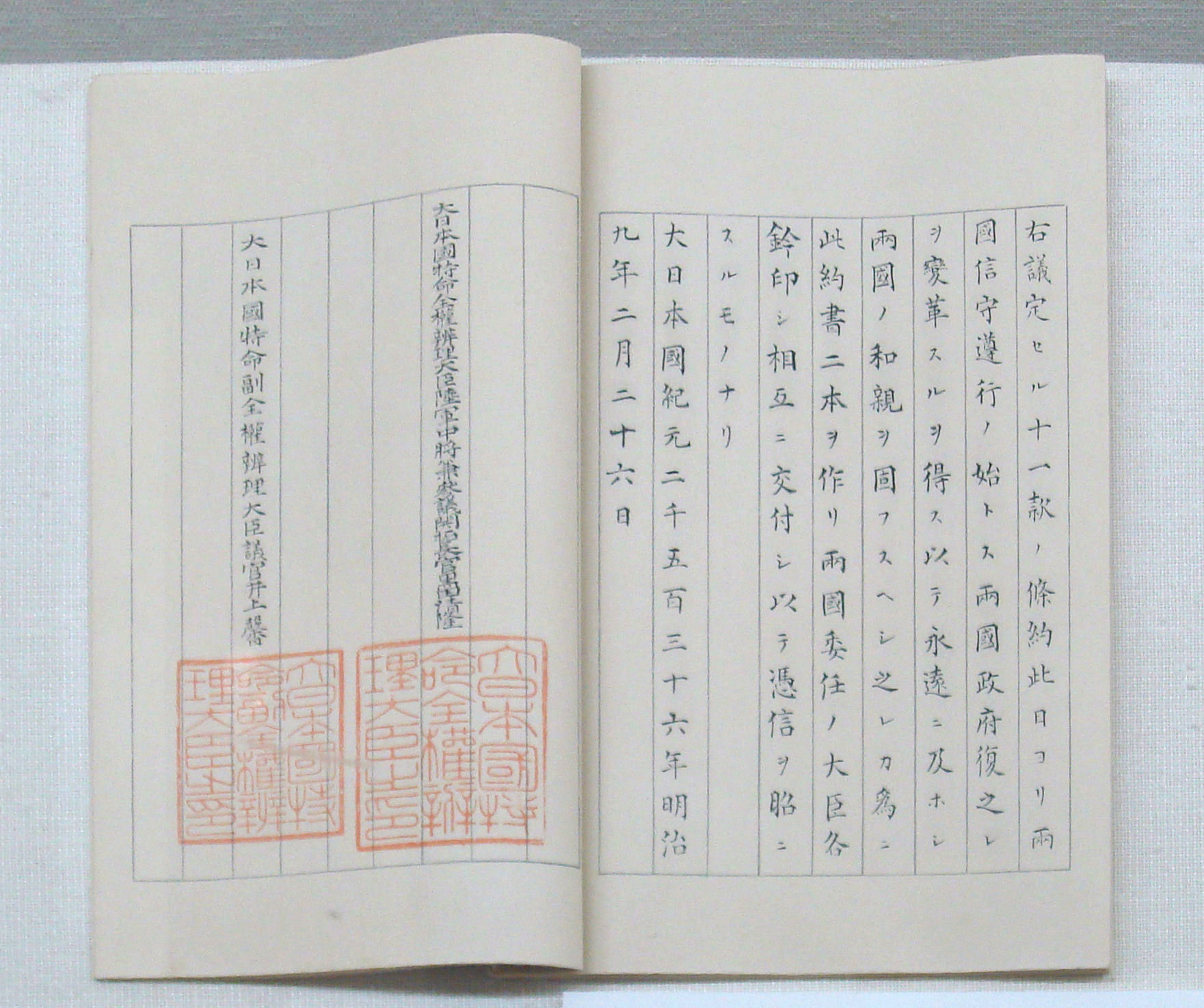
Het Verdrag van Ganghwa, de capitulatie van 26 februari 1876 die Korea afgedwongen werd door Japan

Korea wist zich lang te verweren tegen buitenlandse invloed. Frankrijk gebruikte in 1866 de moord op negen Franse missionarissen en duizenden bekeerlingen als voorwendsel om het eiland Ganghwa te bezetten. Na zes weken van gevechten met het Koreaanse leger trokken de Fransen zich terug.
In datzelfde jaar voer een Amerikaans koopvaardijschip de territoriale wateren van Korea binnen. Het werd aangevallen door de Koreanen en brandde uit. Vijf jaar later gebruikten de Verenigde Staten dit incident als voorwendsel om een strafexpeditie naar Korea te sturen. Tegelijkertijd zochten Amerikaanse diplomaten contact met Korea om tot onderhandelingen over een verdrag te komen. De Verenigde Staten veroverden een deel van Ganghwa, maar toen na drie weken bleek dat Korea niet wilde onderhandelen staakten de Amerikanen de strijd.
In februari 1876 provoceerde een Japans oorlogsschip een fort op het eiland Ganghwa. Toen de kustwacht uiteindelijk het vuur opende, gebruikte Japan dit als voorwendsel om aan te vallen en veroverde het eiland. Op hetzelfde moment voerde Japan een aanval uit op het veel zuidelijker gelegen Busan. Onder deze druk zag Korea zich gedwongen het Verdrag van Ganghwa te ondertekenen. Japan erkende daarin de onafhankelijkheid van Korea, maar kreeg toegang tot drie havens. Japan werd vrijgesteld van douanerechten, mocht een consul stationeren in Seoul en verkreeg extraterritoriale rechten voor zijn onderdanen.
Na de openstelling van Korea voor Japan wisten ook andere landen tot een capitulatie te komen. Dat waren achtereenvolgens:
- de Verenigde Staten, 1882
- China, 1882
- Duitsland, 1883
- het Verenigd Koninkrijk, 1883
- Rusland, 1884
- Italië, 1884
- Frankrijk, 1886
- Oostenrijk-Hongarije, 1892
- België, 1901
- Denemarken, 1902

### Afschaffing
Rond het jaar 1900 ontstond vooral in Azië, maar ook in het Westen een groeiende weerstand tegen de eenzijdigheid van de capitulaties en het onrecht dat erdoor veroorzaakt werd. De nog bestaande capitulaties van westerse grootmachten – met Perzië waren na het vertrek van de VOC geen nieuwe capitulaties afgesloten – werden een voor een afgeschaft, de laatste in 1947.

#### Japan en Korea

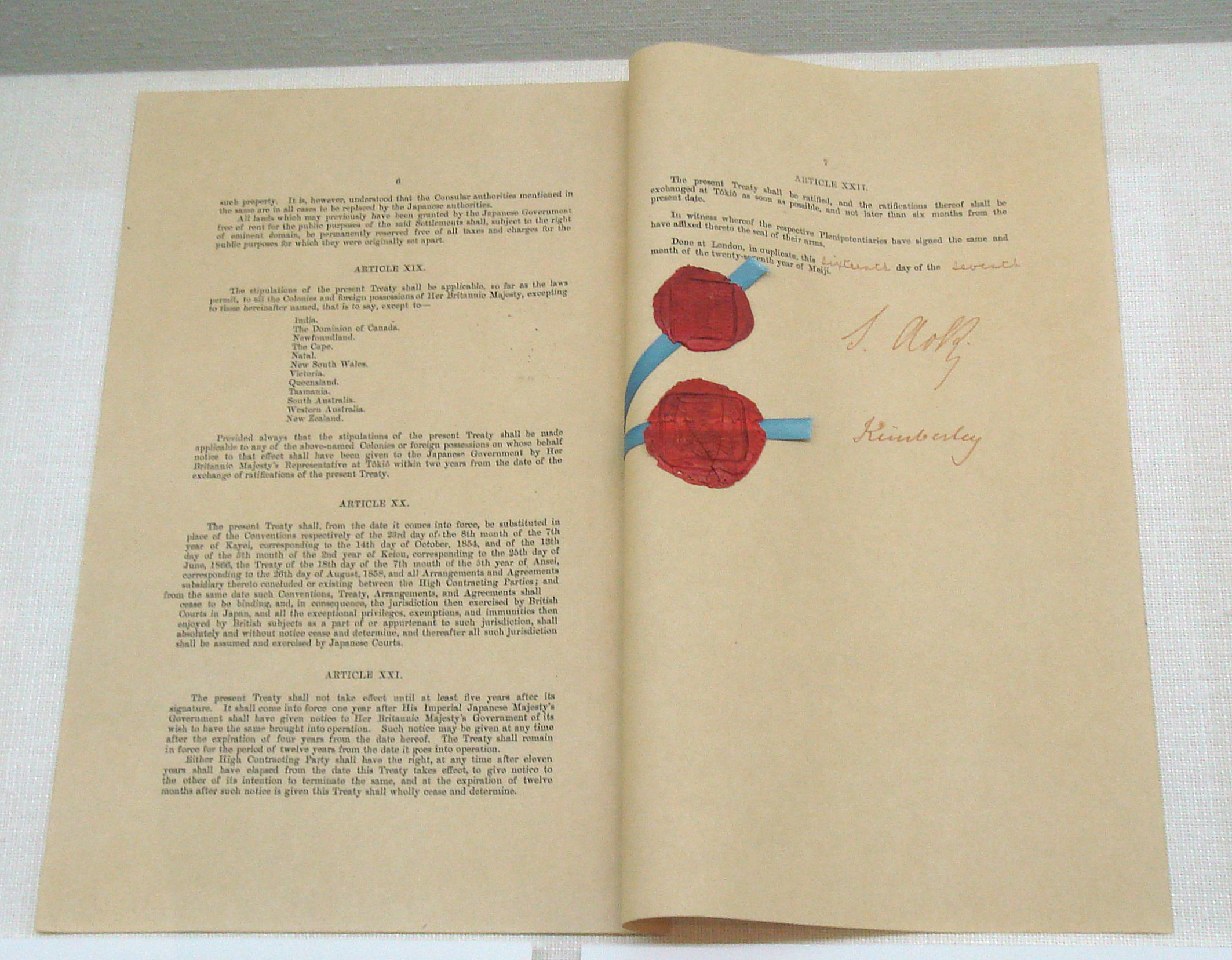
Het verdrag van 16 juli 1894 dat een eind maakte aan de capitulatie tussen het Verenigd Koninkrijk en Japan

Japan slaagde er als eerste in de capitulaties die het had verleend af te schaffen en deed dat op eigen kracht. Het land had zijn leger en vloot na de openstelling van Japan gemoderniseerd en uitgebreid, en zijn positie als aankomende grootmacht bewezen in de Eerste Chinees-Japanse Oorlog. Na jarenlange voorzichtige stapjes om de uitvoering van het verdrag in zijn voordeel om te buigen, dwong Japan op 16 juli 1894 een nieuw, aangepast verdrag af bij Groot-Brittannië. Hoewel beide partijen in dit verdrag nog niet volledig gelijkwaardig werden, herkreeg Japan de jurisdictie over Britse onderdanen op zijn gebied en kreeg het de controle terug over het verkeer van buitenlanders binnen zijn grenzen. Het verdrag werd van kracht op 17 juli 1899. De overige verdragsmachten hadden intussen het Britse voorbeeld gevolgd en eind 1896 nieuwe, eerlijkere verdragen met Japan afgesloten waarin geen sprake meer was van overdracht van jurisdictie.
Japan ontwikkelde zich militair verder en won een volgende oorlog tegen een grootmacht: de Russisch-Japanse Oorlog die zich afspeelde in 1904 en 1905. Daarmee kwam een eind aan de Russische invloed in Korea. Japan kwam met de Verenigde Staten in het Taft-Katsura-akkoord overeen dat Japan de Amerikanen de vrije hand zou geven in de Filipijnen en dat de Verenigde Staten de Japanners niet zouden hinderen in Korea. In 1910 annexeerde Japan Korea. Daarmee verviel de capitulatie die eerder door Japan was afgedwongen en werden de capitulaties die andere grootmachten met Korea hadden afgesloten vervallen verklaard.

#### Siam
In 1909 sloten Siam en het Verenigd Koninkrijk een verdrag waarbij Siam vier provincies aan Groot-Brittannië afstond. In ruil daarvoor werd de jurisdictie over Britse onderdanen overgedragen aan de Siamese rechtbanken. Nadat Siam uitgebreide hervormingen had doorgevoerd in het bestuur, het leger en de economie opende het land onderhandelingen met de elf resterende verdragspartners om de capitulaties ongedaan te maken. De onderhandelingen verliepen succesvol en in de periode 1920-1926 werden alle Siamese capitulaties afgeschaft.

#### Marokko

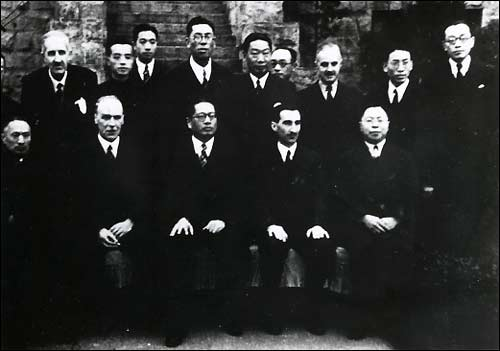
De Britse en Chinese deputaties die het verdrag hebben ondertekend waarmee China de jurisdictie over buitenlanders terugkreeg. Voorste rij van links: Wellington Koo, Horace James Seymour, Tse-Ven Soong, Hugh Richardson, en Wu Guozhen.

Aan het begin van de 20e eeuw werd Marokko een Frans protectoraat. De capitulatie met het Verenigd Koninkrijk uit 1856 bleef van kracht. Als gevolg daarvan hadden de Britten in Marokko hun eigen posterijen, met eigen postbussen en eigen postboden. Moesten Britse onderdanen berecht worden, dan hield het gerechtshof van Gibraltar zitting in Marokkaanse steden als Rabat, Fez en Marrakesh. De Fransen ergerden zich in toenemende mate aan de situatie, die ze zagen als een ondermijning van hun gezag. In 1937 kwam daaraan een einde door een overeenkomst tussen de Britse minister van Buitenlandse Zaken Anthony Eden en Charles Corbin, de Franse gezant te Londen, waarin de capitulatie werd afgeschaft.

#### China
Aan het begin van de 20e eeuw was China door het grote aantal capitulaties met andere landen vrijwel onbestuurbaar geworden. Het land trachtte enkele malen tevergeefs de verdragen ongedaan te maken. Bijvoorbeeld door in 1917 de oorlog te verklaren aan het ook in China aanwezige Duitsland. Het land hoopte dat deelname aan de Eerste Wereldoorlog ertoe zou leiden dat het de controle over zijn hele grondgebied terug kon krijgen. China werd inderdaad uitgenodigd voor de Vredesconferentie van Parijs in 1919, maar boekte geen resultaat.
Een volgende poging deed China bij de Conferentie van Washington in 1922. Een van de verdragen die daar gesloten werd was de Nine Power Treaty over de principes en het beleid met betrekking tot China. De ongelijke verdragen werden enigszins afgezwakt, maar de Chinese wens om de jurisdictie over buitenlanders terug te krijgen werd niet gehonoreerd.
In 1925 kwam in China de Kwomintang aan de macht. Deze partij streefde naar 'gelijkheid', zowel in eigen land (eerlijke verdeling van gronden) als in internationale betrekkingen. In een manifest introduceerde de partij formeel de term "ongelijke verdragen" en formuleerde als belangrijkste doel de afschaffing ervan. De Chinese regering stelde de verdragen opnieuw ter discussie, nu met een beroep op het internationaal recht.
Toen voortgang uitbleef zegde China op 16 augustus 1926 eenzijdig de capitulatie op die in 1865 gesloten was met België en kondigde aan dat andere capitulaties zouden volgen. België protesteerde bij het Permanent Hof van Internationale Justitie onder verwijzing het verdragsartikel waarin was bepaald dat alleen België het recht had het verdrag op te zeggen. Onder druk van de Verenigde Staten en het Verenigd Koninkrijk trok België de klacht in en ging akkoord met een herziening van het contract. Het nieuwe werd op 25 juni 1929 ondertekend en China schortte opzeggingen van andere verdragen op.
De situatie veranderde ten gunste van China toen Japan Pearl Harbour aanviel. De Verenigde Staten en het Verenigd Koninkrijk besloten de capitulaties te heronderhandelen om daarmee China te stimuleren actief in de Tweede Wereldoorlog mee te strijden. Bovendien wilden ze met China tot een vreedzame relatie komen en capitulaties vormden daarbij een belemmering. In januari 1943 ondertekenden ze nieuwe, gelijkwaardige verdragen met China, naar het voorbeeld van het Belgische verdrag uit 1929. De andere landen, Frankrijk, Noorwegen, Canada, Zweden, Nederland, Denemarken, Zwitserland en Portugal, volgden, en in 1947 waren alle capitulaties met China afgeschaft.

## Nasleep
Na hun officiële afschaffing echoden de capitulaties die westerse landen bij zwakke regio's hadden afgedwongen nog decennialang na. Eind jaren 1970 verplichtten de Wereldbank en het Internationaal Monetair Fonds (IMF) ontwikkelingslanden die om steun vroegen tot het uitvoeren van ‘SAP's’, structurele aanpassingsprogramma’s. De SAP's werden onderwerp van veel kritiek. Sommigen kwalificeerden de SAP's als 'de capitulaties van het tijdperk van mondialisering'. Ze wezen erop dat veel elementen van de SAP's overeenkomst vertoonden met de imperialistische kenmerken van het capitulatiesysteem: machtige landen die beleid, regels en instellingen oplegden aan zwakkere regio's. Het enige verschil was volgens hen dat de rijke landen nu niet vroegen om overdracht van de soevereiniteit over hun onderdanen, maar het westerse juridische systeem oplegden aan het ontwikkelingsland.
De Wereldbank en het IMF hebben de SAP's eind jaren 1990 afgeschaft en zijn overgegaan op de ‘Poverty Reduction Strategy Papers’. Deze PRSP's zijn gericht op armoedebestrijding en worden niet eenzijdig opgelegd, maar samen met het hulpvragende land opgesteld.